# Lebus La Ciotat
Lebus La Ciotat (anciennement Ciotabus et Les Bus de la Marcouline) est le réseau de La Métropole Mobilité desservant les communes de La Ciotat, Ceyreste, Cassis, Carnoux-en-Provence et Roquefort-la-Bédoule, dans les Bouches-du-Rhône. Il est organisé sous l'autorité de la Métropole d'Aix-Marseille-Provence.
Depuis le 31 juillet 2014, le secteur La Ciotat (ex-réseau Ciotabus) est exploité par RTM Est-Métropole, une filiale de la Régie des transports métropolitains, tandis que le secteur Cassis (ex-réseau Les Bus de la Marcouline) est exploité par Azur Evasion.

## Histoire

### Réseau en 2023
En Novembre 2023, le réseau était composé de 12 lignes:

### Restructuration du réseau
Le 7 juillet 2025, le réseau de bus de La Ciotat est restructuré, et sera composé de 7 lignes régulières, numérotées de 351 à 357, et de deux services de transports à la demande, numérotés 365 et 367:
- La ligne 351, considérée comme "colonne vertébrale" du réseau, relie l'Office du Tourisme à la Gare de La Ciotat - Ceyreste, en desservant plusieurs quartiers de la ville ainsi que le nouveau pôle multimodal Deruy, en correspondance avec les lignes de cars interurbaines, avec une fréquence d'un passage toutes les 15 minutes en heure de pointe et toutes les 20 minutes le reste de la journée, et circulera du Lundi au Dimanche ;
- La ligne 352 relie les Chantiers Navals de La Ciotat à la Gare de La Ciotat - Ceyreste, en desservant le centre-ville de La Ciotat et son littoral, avec une fréquence d'un passage toutes les 25 minutes du lundi au samedi et toutes les 45 minutes le Dimanche ;
- La ligne 353 relie les quartiers de La Garde et de Fardeloup en passant par le centre-ville de La Ciotat, avec une fréquence d'un passage toutes les 25 minutes du Lundi au Vendredi en période scolaire, et d'un passage toutes les 25 à 45 minutes les Samedis et en période de vacances scolaires ;
- La ligne 354 relie le quartier de Fardeloup au Camping Baie des Anges, en desservant entre autres le pôle multimodal Deruy et la Gare de La Ciotat - Ceyreste, avec une fréquence d'un passage toutes les 30 minutes du lundi au vendredi en période scolaire, et d'un passage toutes les 30 à 60 minutes le Samedi et en période de vacances scolaires ;
- La ligne 355 relie de quartier du Mugel à la zone d'activités Athélia, en passant par le centre-ville de La Ciotat, le pôle multimodal Deruy, et le quartier des Séveriers, avec une fréquence d'un passage toutes les 22 à 30 minutes du lundi au vendredi en période scolaire, et d'un passage toutes les 30 à 60 minutes le Samedi et en période de vacances scolaires ;
- La ligne 356 relie les quartiers de Garoutier et de La Bucelle, en desservant le centre-ville de La Ciotat, le littoral et le quartier de Sainte-Marguerite, avec une fréquence d'un passage toutes les 30 à 60 minutes du lundi au vendredi, et d'un passage toutes les 60 minutes le Samedi ;
- La ligne 357 relie le pôle multimodal Deruy au quartier de Plan de Masse de Ceyreste, en desservant le centre-ville de La Ciotat, le littoral, la zone commerciale Ancre Marine et le centre-ville de Ceyreste, avec une fréquence d'un passage toutes les 40 minutes du Lundi au Samedi, et à raison de 5 départs le Dimanche ;
- Le service 365 du transport à la demande permet de relier la Gare de La Ciotat - Ceyreste à la zone d'activités Athélia, et fonctionne de 7h à 19h ;
- Le service 367 du transport à la demande permet de relier la Gare de La Ciotat - Ceyreste à la commune de Ceyreste, et fonctionne également de 7h à 19h.

### Intégration des Bus de la Marcouline
Le 7 juillet 2025, les Bus de la Marcouline intègrent le réseau de bus de La Ciotat. A cette date, le réseau est entièrement réorganisé pour mieux être intégré au nouveau réseau unifié,. Ainsi, il sera désormais composé de 3 lignes régulières (numérotées de 371 à 373), 1 Navette reliant la gare de Cassis à la Zone Industrielle de Roquefort-la-Bédoule (numérotée 374), ainsi que d'un bus à la demande (numéroté 376), desservant les communes de Cassis, Carnoux-en-Provence et Roquefort-la-Bédoule.
Ci-dessous, le tableau des lignes avant la refonte du 7 juillet 2025,,,,,:

#### Les lignes régulières et le transport à la demande
- La nouvelle ligne 371 (fusion des lignes M1 et M1B) relie désormais le Casino de Cassis à la Gare de Cassis et, dans une moindre mesure, Brégadan. En période de basse et moyenne saison, la ligne fonctionne de 6h35 à 20h40 environ, avec un passage toutes les 30 à 60 minutes environ, tandis qu'en haute saison, elle fonctionne de 6h35 à 23h35, avec un passage toutes les 15 minutes.
- La nouvelle ligne 372 (anciennement Navette Parking des Gorguettes - Cassis Centre) relie désormais le Parking des Gorguettes au Casino de Cassis. En période de basse saison, elle fonctionne de 8h40 à 18h30, avec un passage toutes les 30 à 60 minutes environ. En moyenne saison, elle fonctionne de 8h30 à 19h30, avec un passage toutes les 30 minutes. En haute saison, elle fonctionne de 8h30 à 23h50, avec un passage toutes les 15 minutes en journée, et en haute saison jusqu'à 01h50 avec un passage toutes les 10 minutes en journée.
- La nouvelle ligne 373 (anciennement Navette Presqu'île) relie désormais la Gare de Cassis à Bailli de Suffren, en passant par le Parking des Gorguettes. En basse saison, elle fonctionne de 8h05 à 19h00 avec un passage toutes les 60 minutes. En moyenne saison, elle fonctionne de 8h05 à 19h30 environ avec un passage toutes les 30 minutes, et en haute saison jusqu'à un passage toutes les 20 minutes.
- La nouvelle ligne 374 (anciennement ligne M12) relie la Gare de Cassis à la Zone Industrielle de Roquefort-la-Bédoule. Elle fonctionne de 6h35 à 18h05, à raison de 4 allers-retours ciblés sur les heures d'entrées et de sorties des salariés de la ZI de Roquefort.
- Le nouveau bus à la demande 376 permet de desservir les arrêts non desservis par les lignes régulières sur l'ensemble des 3 communes de la Marcouline. Il fonctionne du Lundi au Vendredi de 6h30 à 18h30.

#### Les lignes scolaires
Enfin, à partir du 1er septembre 2025, les lignes scolaires (de S400 à S407, et la ligne M9) seront elles aussi réorganisées pour mieux desservir les établissements scolaires de la Marcouline:
- La ligne S403 est scindée en 3 lignes distinctes, numérotées de 3791 à 3793, permettant la desserte du collège Saint-Augustin de Carnoux-en-Provence :
  - La ligne 3791 dessert les arrêts entre Cassis Gendarmerie et Carnoux-en-Provence Jean Bart le matin, et, aux heures de sorties (les Lundis, Mardis, Jeudis et Vendredis soir, et les Mercredis midis), dessert les arrêts entre Carnoux-en-Provence Arboretum et Cassis Gendarmerie ;
  - La ligne 3792 dessert les arrêts entre Cassis Douane et Carnoux-en-Provence Les Barles le matin, et, aux heures de sorties (les Lundis, Mardis, Jeudis et Vendredis soir, et les Mercredis midis), dessert les arrêts entre Carnoux-en-Provence Les Barles et Carnoux-en-Provence Panorama et les arrêts entre Cassis Parc Régis Vidal et Cassis Douane ;
  - La ligne 3793 dessert les arrêts entre Roquefort-la-Bédoule Cimetière et Carnoux-en-Provence Station filtrage le matin, et, aux heures de sorties (les Lundis, Mardis, Jeudis et Vendredis soir, et les Mercredis midis), dessert les arrêts entre Carnoux-en-Provence Corniche de l'Aiglo et Carnoux-en-Provence Verdon et les arrêts entre Roquefort-la-Bédoule Les Caniers et Roquefort-la-Bédoule Cimetière.
- La ligne S405 est scindée en 3 lignes distinctes, numérotées de 3861 à 3863, permettant de relier Roquefort-la-Bédoule au collège des Gorguettes de Cassis :
  - La ligne 3861 dessert les arrêts entre Roquefort-la-Bédoule Cimetière et Roquefort-la-Bédoule Hôtel de Ville le matin, et, aux heures de sorties (les Lundis, Mardis, Jeudis et Vendredis soir, et les Mercredis midis), dessert les arrêts entre Roquefort-la-Bédoule La Crèche et Roquefort-la-Bédoule Cimetière ;
  - La ligne 3862 dessert les arrêts entre Roquefort-la-Bédoule La Crèche et Roquefort-la-Bédoule Les Sardons le matin, et, aux heures de sorties (les Lundis, Mardis, Jeudis et Vendredis soir, et les Mercredis midis), dessert les mêmes arrêts ;
  - La ligne 3863, fonctionnant uniquement les Mercredis midis aux heures de sorties, dessert tous les arrêts desservis par les lignes 3861 et 3862.
- La ligne S404 est scindée en 5 lignes distinctes, numérotées de 3871 à 3875, permettant de relier Carnoux-en-Provence au collège des Gorguettes de Cassis :
  - La ligne 3871 dessert les arrêts entre Carnoux-en-Provence Verdon et Cassis Le Mussuguet le matin, et, aux heures de sorties (les Lundis, Mardis, Jeudis et Vendredis soir, et les Mercredis midis), dessert les arrêts entre Cassis Le Mussuguet et Carnoux-en-Provence Le Stade et les arrêts entre Carnoux-en-Provence Gendarmerie et Carnoux-en-Provence Verdon ;
  - La ligne 3872 dessert les arrêts entre Carnoux-en-Provence Les Barles et Carnoux-en-Provence Panorama le matin, et, aux heures de sorties (les Lundis, Mardis, Jeudis et Vendredis soir, et les Mercredis midis), dessert les mêmes arrêts ;
  - La ligne 3873, fonctionnant uniquement les Mercredis midis aux heures de sorties, dessert les arrêts entre Cassis Le Mussuguet et Carnoux-en-Provence Les Barles, puis les arrêts entre Carnoux-en-Provence Verdon et Carnoux-en-Provence Station filtrage et les arrêts entre Carnoux-en-Provence Arboretum et Carnoux-en-Provence Gendarmerie ;
  - La ligne 3874, fonctionnant uniquement les Lundis, Mardis, Jeudis et Vendredis soir aux heures de sorties, dessert les arrêts entre Carnoux-en-Provence Gendarmerie et Carnoux-en-Provence Jean Bart ;
  - La ligne 3875, fonctionnant uniquement les Lundis, Mardis, Jeudis et Vendredis soir aux heures de sorties, dessert les arrêts entre Carnoux-en-Provence Panorama et Carnoux-en-Provence Les Barles et les arrêts entre Carnoux-en-Provence Verdon et Carnoux-en-Provence Petit Thouars.
- La ligne S400 est scindée en 5 lignes distinctes, numérotées de 3891 à 3895, permettant de relier Cassis au collège des Gorguettes :
  - La ligne 3891 dessert les arrêts entre Cassis Terres Marines et Cassis Clos des Oliviers le matin, et, aux heures de sorties (les Lundis, Mardis, Jeudis et Vendredis soir, et les Mercredis midis), dessert les arrêts entre Cassis Clos des Oliviers et Cassis Viguerie ;
  - La ligne 3892 dessert les arrêts entre Cassis Chemin de la Douane et Cassis Bourdes le matin, et, aux heures de sorties (les Lundis, Mardis, Jeudis et Vendredis soir, et les Mercredis midis), dessert les arrêts Terrasses, Romarins et tous les arrêts de Ferme Blanche à Bourdes ;
  - La ligne 3893 dessert les arrêts entre Cassis Stade du Pignier et Cassis Vence ainsi que les arrêts Hauts Cépages et Clos des Oliviers le matin, et, aux heures de sorties (les Lundis, Mardis, Jeudis et Vendredis soir, et les Mercredis midis), dessert les arrêts Clos des Oliviers, Hauts Cépages et tous les arrêts entre Vence et Grand Large ;
  - La ligne 3894 dessert les arrêts entre Cassis Terres Marines et Cassis Clos des Oliviers le matin, et, aux heures de sorties (les Lundis, Mardis, Jeudis et Vendredis soir, et les Mercredis midis), dessert les arrêts entre Cassis Terrasses et Cassis Viguerie ;
  - La ligne 3895 dessert les arrêts entre Cassis Chemin de la Douane et Cassis Vence ainsi que les arrêts Saint-Jean, Plan d'Olive et la Gare de Cassis le matin, et, aux heures de sorties (les Lundis, Mardis, Jeudis et Vendredis soir, et les Mercredis midis), dessert les arrêts entre Cassis Ferme Blanche et Grand Large.
- La ligne S406 est renumérotée 3960, permettant de relier l'école primaire Paul Eluard de Roquefort-le-Bédoule au reste de la commune.
- La ligne S407 est scindée en 2 lignes distinctes, numérotées 3971 et 3972, permettant de relier l'école Frédéric Mistral de Carnoux-en-Provence au reste de la commune :
  - La ligne 3971 dessert tous les arrêts entre Mont Fleuri et Plein Soleil le matin et le soir ;
  - La ligne 3972 dessert tous les arrêts entre Mont Fleuri et Ampère le matin, et inversement le soir.
- La ligne S401 est scindée en 3 ligne distinctes, numérotées de 3991 à 3993, permettant de relier l'école Leriche Mistral de Cassis au reste de la commune :
  - La ligne 3991 dessert les arrêts entre Le Mussuguet et Gare de Cassis le matin, et entre Saint-Jean et Le Mussuguet le soir ;
  - La ligne 3992 dessert les arrêts entre Hauts Cépages et Vence le matin, et entre Vence et Presqu'île le soir ;
  - La ligne 3993 dessert les arrêts entre Chemin de la Douane et Gendarmerie le matin, et entre Gendarmerie et Bourdes le soir.
- La ligne M09 est renumérotée 3290, permettant de desservir le lycée Saint-Jean-de-Garguier à Gémenos via l'arrêt Aquagem.

## Réseau actuel

### Lignes régulières

#### Secteur La Ciotat (351 à 359)
| Ligne | Caractéristiques | Caractéristiques                                                 | Caractéristiques                                                 | Caractéristiques                                                 | Caractéristiques                                                 | Caractéristiques                                                 | Caractéristiques                                                 | Caractéristiques                                                 | Caractéristiques                                                 |
| 351   | Gare de La Ciotat - Ceyreste ⥋ La Ciotat – Office de Tourisme | Gare de La Ciotat - Ceyreste ⥋ La Ciotat – Office de Tourisme    | Gare de La Ciotat - Ceyreste ⥋ La Ciotat – Office de Tourisme    | Gare de La Ciotat - Ceyreste ⥋ La Ciotat – Office de Tourisme    | Gare de La Ciotat - Ceyreste ⥋ La Ciotat – Office de Tourisme    | Gare de La Ciotat - Ceyreste ⥋ La Ciotat – Office de Tourisme    | Gare de La Ciotat - Ceyreste ⥋ La Ciotat – Office de Tourisme    | Gare de La Ciotat - Ceyreste ⥋ La Ciotat – Office de Tourisme    | Gare de La Ciotat - Ceyreste ⥋ La Ciotat – Office de Tourisme    |
| ----- | --- | ---------------------------------------------------------------- | ---------------------------------------------------------------- | ---------------------------------------------------------------- | ---------------------------------------------------------------- | ---------------------------------------------------------------- | ---------------------------------------------------------------- | ---------------------------------------------------------------- | ---------------------------------------------------------------- |
| 351   | Ouverture / Fermeture 7 juillet 2025 / — | Longueur —                                                       | Durée 20-25 min                                                  | Nb. d’arrêts 24                                                  | Matériel -                                                       | Jours de fonctionnement L, Ma, Me, J, V, S, D                    | Jour / Soir / Nuit / Fêtes O / O / N / O                         | Voy. / an —                                                      | Exploitant RTM Est-Métropole                                     |
| 351   | Desserte : - Communes et lieux desservis : La Ciotat - Gares desservies : La Ciotat - Ceyreste |                                                                  |                                                                  |                                                                  |                                                                  |                                                                  |                                                                  |                                                                  |                                                                  |
| 351   | Autre : - Amplitude horaire et fréquence : - Période scolaire, du Lundi au Vendredi : La ligne fonctionne de 6h10 à 21h30, avec un passage toutes les 15 minutes de 7h05 à 9h20 et de 15h25 à 18h55, toutes les 20 minutes de 9h30 à 15h40, et toutes les 30 minutes en début et fin de journée. - Toute l'année, le Samedi : La ligne fonctionne de 6h40 à 23h00, avec un passage toutes les 20-30 minutes environ. - Le Dimanche et les jours fériés : La ligne fonctionne de 7h40 à 19h30, avec un passage toutes les 60 minutes. - Vacances scolaires, du Lundi au Vendredi : La ligne fonctionne de 6h10 à 21h30, avec un passage toutes les 20 minutes en journée, et un passage toutes les 30 minutes en début et fin de journée. - Période estivale, du Lundi au Vendredi : La ligne fonctionne de 6h10 à 22h30, avec un passage toutes les 20 minutes en journée, et un passage toutes les 30-60 minutes en début et fin de journée. - Arrêts non accessibles aux PMR : Les Matagots, La Treille, Domaine de la Tour, Deruy, Bodin, Centre Commercial (desservi uniquement en direction de Office du Tourisme), Collège Virebelle, Piscine, Jules Ferry, Provence Logis, La Marine, Kennedy, Hôpital, L'Eden (uniquement en direction de Office du Tourisme). |                                                                  |                                                                  |                                                                  |                                                                  |                                                                  |                                                                  |                                                                  |                                                                  |
| 351   | Dernière actualisation : 9 juillet 2025 |                                                                  |                                                                  |                                                                  |                                                                  |                                                                  |                                                                  |                                                                  |                                                                  |
| 352   | Gare de La Ciotat - Ceyreste ⥋ La Ciotat – Chantiers Navals | Gare de La Ciotat - Ceyreste ⥋ La Ciotat – Chantiers Navals      | Gare de La Ciotat - Ceyreste ⥋ La Ciotat – Chantiers Navals      | Gare de La Ciotat - Ceyreste ⥋ La Ciotat – Chantiers Navals      | Gare de La Ciotat - Ceyreste ⥋ La Ciotat – Chantiers Navals      | Gare de La Ciotat - Ceyreste ⥋ La Ciotat – Chantiers Navals      | Gare de La Ciotat - Ceyreste ⥋ La Ciotat – Chantiers Navals      | Gare de La Ciotat - Ceyreste ⥋ La Ciotat – Chantiers Navals      | Gare de La Ciotat - Ceyreste ⥋ La Ciotat – Chantiers Navals      |
| 352   | Ouverture / Fermeture 7 juillet 2025 / — | Longueur —                                                       | Durée 15-20 min                                                  | Nb. d’arrêts 25                                                  | Matériel -                                                       | Jours de fonctionnement L, Ma, Me, J, V, S, D                    | Jour / Soir / Nuit / Fêtes O / N / N / O                         | Voy. / an —                                                      | Exploitant RTM Est-Métropole                                     |
| 352   | Desserte : - Communes et lieux desservis : La Ciotat - Gares desservies : La Ciotat - Ceyreste |                                                                  |                                                                  |                                                                  |                                                                  |                                                                  |                                                                  |                                                                  |                                                                  |
| 352   | Autre : - Amplitude horaire et fréquence : - Début et fin de période scolaire, du Lundi au Vendredi : La ligne fonctionne de 6h35 à 20h25, avec un passage toutes les 25 minutes. - Période scolaire, du Lundi au Vendredi : La ligne fonctionne de 6h35 à 20h20, avec un passage toutes les 25 minutes. - Début et fin de période scolaire, le Samedi : La ligne fonctionne de 7h25 à 20h20, avec un passage toutes les 25 minutes. - Période scolaire, le Samedi : La ligne fonctionne de 7h25 à 20h20, avec un passage toutes les 25 minutes. - Hors période estivale, le Dimanche et les jours fériés : La ligne fonctionne de 8h40 à 19h05, avec un passage toutes les 45 minutes. - Vacances scolaires, du Lundi au Vendredi : La ligne fonctionne de 6h35 à 20h20, avec un passage toutes les 25 minutes. - Période estivale, du Lundi au Samedi : La ligne fonctionne de 6h35 à 20h25, avec un passage toutes les 25 minutes. - Période estivale, le Dimanche et les jours fériés : La ligne fonctionne de 6h35 à 21h00, avec un passage toutes les 25 minutes. - Particularités : - En début et fin d'année ainsi qu'en période estivale, du Lundi au Dimanche, la ligne ne dessert plus le Port Vieux à partir de 17h30 en raison de la fermeture de celui-ci. En conséquence, la ligne dessert les arrêts Hôpital, Kennedy, Hôtel des Impôts et Collège Jean Jaurès en direction de la Gare de La Ciotat - Ceyreste jusqu'à la fin du service. - Arrêts non accessibles aux PMR : Citharista, Fontsainte, Espanet Plage, Saint-Jean Ecole, Saint-Jean Cabanon, Saint-Jean la Poste, Saint-Jean Port, Grande Plage, Allée Lumière, Cyrnos, Villa des Tours, Port de Plaisance, Hôpital, Kennedy, Hôtel des Impôts, Collège Jean Jaurès. |                                                                  |                                                                  |                                                                  |                                                                  |                                                                  |                                                                  |                                                                  |                                                                  |
| 352   | Dernière actualisation : 9 juillet 2025 |                                                                  |                                                                  |                                                                  |                                                                  |                                                                  |                                                                  |                                                                  |                                                                  |
| 353   | La Ciotat – Fardeloup Ecole ⥋ La Ciotat – La Garde | La Ciotat – Fardeloup Ecole ⥋ La Ciotat – La Garde               | La Ciotat – Fardeloup Ecole ⥋ La Ciotat – La Garde               | La Ciotat – Fardeloup Ecole ⥋ La Ciotat – La Garde               | La Ciotat – Fardeloup Ecole ⥋ La Ciotat – La Garde               | La Ciotat – Fardeloup Ecole ⥋ La Ciotat – La Garde               | La Ciotat – Fardeloup Ecole ⥋ La Ciotat – La Garde               | La Ciotat – Fardeloup Ecole ⥋ La Ciotat – La Garde               | La Ciotat – Fardeloup Ecole ⥋ La Ciotat – La Garde               |
| 353   | Ouverture / Fermeture 7 juillet 2025 / — | Longueur —                                                       | Durée 15 min                                                     | Nb. d’arrêts 25                                                  | Matériel -                                                       | Jours de fonctionnement L, Ma, Me, J, V, S, D                    | Jour / Soir / Nuit / Fêtes O / N / N / O                         | Voy. / an —                                                      | Exploitant RTM Est-Métropole                                     |
| 353   | Desserte : - Communes et lieux desservis : La Ciotat - Gares desservies : Aucune |                                                                  |                                                                  |                                                                  |                                                                  |                                                                  |                                                                  |                                                                  |                                                                  |
| 353   | Autre : - Amplitude horaire et fréquence : - Début et fin de période scolaire, du Lundi au Vendredi : La ligne fonctionne de 6h00 à 19h20, avec un passage toutes les 25 minutes. - Période scolaire, du Lundi au Vendredi : La ligne fonctionne de 6h00 à 19h20, avec un passage toutes les 25 minutes. - Période scolaire, le Samedi : La ligne fonctionne de 7h00 à 19h20, avec un passage toutes les 25 minutes. - Fin de période scolaire et période estivale, le Samedi : La ligne fonctionne de 7h00 à 19h20, avec un passage toutes les 25 minutes. - Le Dimanche et les jours fériés : La ligne fonctionne de 9h10 à 17h45, avec un passage toutes les 120 minutes. - Vacances scolaires, du Lundi au Vendredi : La ligne fonctionne de 6h00 à 19h20, avec un passage toutes les 25 minutes de 6h45 à 9h10 et de 15h50 à 19h05, et un passage toutes les 45 minutes en journée. - Période estivale, du Lundi au Vendredi : La ligne fonctionne de 6h00 à 19h25, avec un passage toutes les 25 minutes de 6h45 à 9h10 et de 15h50 à 19h05, et un passage toutes les 45 minutes en journée. - Particularités : - En début et fin d'année ainsi qu'en période estivale, du Lundi au Dimanche, la ligne ne dessert plus le Port Vieux à partir de 17h30 en raison de la fermeture de celui-ci. En conséquence, la ligne dessert les arrêts Delacour, et Hôtel des Impôts en direction de Fardeloup Ecole jusqu'à la fin du service. - Arrêts non accessibles aux PMR : Fardeloup Ecole, Fardeloup, Pin de la Fade, Saint-Loup, Complexe Paul Eluard, Piscine, Jules Ferry, Provence Logis, La Marine, Kennedy (desservi uniquement en direction de Fardeloup Ecole), Hôpital (desservi uniquement en direction de Fardeloup Ecole), Mission Locale (desservi uniquement en direction de La Garde), Collège Jean Jaurès, Delacour (desservi uniquement en direction de Fardeloup Ecole), Hôtel des Impôts (desservi uniquement en direction de Fardeloup Ecole), Figuerolles, Haute Bertrandière, Sémaphore, La Garde. |                                                                  |                                                                  |                                                                  |                                                                  |                                                                  |                                                                  |                                                                  |                                                                  |
| 353   | Dernière actualisation : 9 juillet 2025 |                                                                  |                                                                  |                                                                  |                                                                  |                                                                  |                                                                  |                                                                  |                                                                  |
| 354   | La Ciotat – Fardeloup Ecole ⥋ La Ciotat – Camping Baie des Anges | La Ciotat – Fardeloup Ecole ⥋ La Ciotat – Camping Baie des Anges | La Ciotat – Fardeloup Ecole ⥋ La Ciotat – Camping Baie des Anges | La Ciotat – Fardeloup Ecole ⥋ La Ciotat – Camping Baie des Anges | La Ciotat – Fardeloup Ecole ⥋ La Ciotat – Camping Baie des Anges | La Ciotat – Fardeloup Ecole ⥋ La Ciotat – Camping Baie des Anges | La Ciotat – Fardeloup Ecole ⥋ La Ciotat – Camping Baie des Anges | La Ciotat – Fardeloup Ecole ⥋ La Ciotat – Camping Baie des Anges | La Ciotat – Fardeloup Ecole ⥋ La Ciotat – Camping Baie des Anges |
| 354   | Ouverture / Fermeture 7 juillet 2025 / — | Longueur —                                                       | Durée 20-25 min                                                  | Nb. d’arrêts 21                                                  | Matériel -                                                       | Jours de fonctionnement L, Ma, Me, J, V, S                       | Jour / Soir / Nuit / Fêtes O / N / N / N                         | Voy. / an —                                                      | Exploitant RTM Est-Métropole                                     |
| 354   | Desserte : - Communes et lieux desservis : La Ciotat - Gares desservies : La Ciotat - Ceyreste |                                                                  |                                                                  |                                                                  |                                                                  |                                                                  |                                                                  |                                                                  |                                                                  |
| 354   | Autre : - Amplitude horaire et fréquence : - Période scolaire, du Lundi au Vendredi : La ligne fonctionne de 6h10 à 19h50, avec un passage toutes les 30 minutes. - Toute l'année, le Samedi : La ligne fonctionne de 7h00 à 19h50, avec un passage toutes les 30-60 minutes environ. - Vacances scolaires, du Lundi au Vendredi : La ligne fonctionne de 6h30 à 19h50, avec un passage toutes les 30 minutes. - Période estivale, du Lundi au Vendredi : La ligne fonctionne de 6h30 à 19h55, avec un passage toutes les 30 minutes. - Arrêts non accessibles aux PMR : Fardeloup Ecole, Fardeloup, Pin de la Fade, Saint-Loup, Complexe Paul Eluard, Collège Virebelle (uniquement en direction de Fardeloup Ecole), Centre Commercial (desservi uniquement en direction de Fardeloup Ecole), Bodin, Deruy, Domaine de la Tour, Matagots-Méditerranée, Alouettes, Gare de La Ciotat - Ceyreste, Citharista, Carbet, Arène Cros, Camping Baie des Anges. |                                                                  |                                                                  |                                                                  |                                                                  |                                                                  |                                                                  |                                                                  |                                                                  |
| 354   | Dernière actualisation : 9 juillet 2025 |                                                                  |                                                                  |                                                                  |                                                                  |                                                                  |                                                                  |                                                                  |                                                                  |
| 355   | La Ciotat – Athélia 1 ⥋ La Ciotat – Le Mugel | La Ciotat – Athélia 1 ⥋ La Ciotat – Le Mugel                     | La Ciotat – Athélia 1 ⥋ La Ciotat – Le Mugel                     | La Ciotat – Athélia 1 ⥋ La Ciotat – Le Mugel                     | La Ciotat – Athélia 1 ⥋ La Ciotat – Le Mugel                     | La Ciotat – Athélia 1 ⥋ La Ciotat – Le Mugel                     | La Ciotat – Athélia 1 ⥋ La Ciotat – Le Mugel                     | La Ciotat – Athélia 1 ⥋ La Ciotat – Le Mugel                     | La Ciotat – Athélia 1 ⥋ La Ciotat – Le Mugel                     |
| 355   | Ouverture / Fermeture 7 juillet 2025 / — | Longueur —                                                       | Durée 25-30 min                                                  | Nb. d’arrêts 32                                                  | Matériel -                                                       | Jours de fonctionnement L, Ma, Me, J, V, S                       | Jour / Soir / Nuit / Fêtes O / N / N / N                         | Voy. / an —                                                      | Exploitant RTM Est-Métropole                                     |
| 355   | Desserte : - Communes et lieux desservis : La Ciotat - Gares desservies : Aucune |                                                                  |                                                                  |                                                                  |                                                                  |                                                                  |                                                                  |                                                                  |                                                                  |
| 355   | Autre : - Amplitude horaire et fréquence : - Période scolaire, du Lundi au Vendredi : La ligne fonctionne de 6h30 à 19h55, avec un passage toutes les 20-30 minutes environ. - Toute l'année, le Samedi : La ligne fonctionne de 7h00 à 19h55, avec un passage toutes les 60 minutes. - Vacances scolaires, du Lundi au Vendredi : La ligne fonctionne de 6h30 à 19h55, avec un passage toutes les 30 minutes. - Période estivale, du Lundi au Vendredi : La ligne fonctionne de 6h30 à 19h55, avec un passage toutes les 30-60 minutes environ. - Particularités : - Les arrêts Bellevue, La Clairette et La Bucelle ne sont desservis que du Lundi au Vendredi en période scolaire, à raison de 2 passages le matin et 3 le Mercredi midi et les autres jours, le soir. - Arrêts non accessibles aux PMR : Athélia 1, Œil Emergence, Plaine Brunette, Faubourg de l’Entreprise, Rond-Point des Voiles, Marcel Cannedu, Les Charmettes, Les Séveriers, Ecole des Séveriers, La Lionne, Parc de la Tèse, La Treille, Domaine de la Tour, Deruy, Bodin, Centre Commercial (desservi uniquement en direction de Le Mugel), Collège Virebelle (uniquement en direction de Le Mugel), Complexe Paul Eluard, Jean Graille, Bellevue, La Clairette, La Bucelle, Trois Citernes, Jean Moulin, Pétanque, Collège Jean Jaurès, Le Pré. |                                                                  |                                                                  |                                                                  |                                                                  |                                                                  |                                                                  |                                                                  |                                                                  |
| 355   | Dernière actualisation : 9 juillet 2025 |                                                                  |                                                                  |                                                                  |                                                                  |                                                                  |                                                                  |                                                                  |                                                                  |
| 356   | La Ciotat – Garoutier ⥋ La Ciotat – La Bucelle | La Ciotat – Garoutier ⥋ La Ciotat – La Bucelle                   | La Ciotat – Garoutier ⥋ La Ciotat – La Bucelle                   | La Ciotat – Garoutier ⥋ La Ciotat – La Bucelle                   | La Ciotat – Garoutier ⥋ La Ciotat – La Bucelle                   | La Ciotat – Garoutier ⥋ La Ciotat – La Bucelle                   | La Ciotat – Garoutier ⥋ La Ciotat – La Bucelle                   | La Ciotat – Garoutier ⥋ La Ciotat – La Bucelle                   | La Ciotat – Garoutier ⥋ La Ciotat – La Bucelle                   |
| 356   | Ouverture / Fermeture 7 juillet 2025 / — | Longueur —                                                       | Durée 20-25 min                                                  | Nb. d’arrêts 21                                                  | Matériel -                                                       | Jours de fonctionnement L, Ma, Me, J, V, S                       | Jour / Soir / Nuit / Fêtes O / N / N / N                         | Voy. / an —                                                      | Exploitant RTM Est-Métropole                                     |
| 356   | Desserte : - Communes et lieux desservis : La Ciotat - Gares desservies : Aucune |                                                                  |                                                                  |                                                                  |                                                                  |                                                                  |                                                                  |                                                                  |                                                                  |
| 356   | Autre : - Amplitude horaire et fréquence : - Période scolaire, du Lundi au Vendredi : La ligne fonctionne de 6h40 à 19h20, avec un passage toutes les 30-60 minutes environ. - Toute l'année, le Samedi : La ligne fonctionne de 7h30 à 19h20, avec un passage toutes les 60 minutes. - Vacances scolaires, du Lundi au Vendredi : La ligne fonctionne de 6h40 à 19h20, avec un passage toutes les 30-60 minutes environ. - Période estivale, du Lundi au Vendredi : La ligne fonctionne de 6h40 à 19h35, avec un passage toutes les 30-60 minutes environ. - Arrêts non accessibles aux PMR : Tous. |                                                                  |                                                                  |                                                                  |                                                                  |                                                                  |                                                                  |                                                                  |                                                                  |
| 356   | Dernière actualisation : 9 juillet 2025 |                                                                  |                                                                  |                                                                  |                                                                  |                                                                  |                                                                  |                                                                  |                                                                  |
| 357   | Ceyreste – Plan de Masse ⥋ La Ciotat – Deruy | Ceyreste – Plan de Masse ⥋ La Ciotat – Deruy                     | Ceyreste – Plan de Masse ⥋ La Ciotat – Deruy                     | Ceyreste – Plan de Masse ⥋ La Ciotat – Deruy                     | Ceyreste – Plan de Masse ⥋ La Ciotat – Deruy                     | Ceyreste – Plan de Masse ⥋ La Ciotat – Deruy                     | Ceyreste – Plan de Masse ⥋ La Ciotat – Deruy                     | Ceyreste – Plan de Masse ⥋ La Ciotat – Deruy                     | Ceyreste – Plan de Masse ⥋ La Ciotat – Deruy                     |
| 357   | Ouverture / Fermeture 7 juillet 2025 / — | Longueur —                                                       | Durée 25-30 min                                                  | Nb. d’arrêts 37                                                  | Matériel -                                                       | Jours de fonctionnement L, Ma, Me, J, V, S, D                    | Jour / Soir / Nuit / Fêtes O / N / N / O                         | Voy. / an —                                                      | Exploitant RTM Est-Métropole                                     |
| 357   | Desserte : - Communes et lieux desservis : La Ciotat, Ceyreste - Gares desservies : Aucune |                                                                  |                                                                  |                                                                  |                                                                  |                                                                  |                                                                  |                                                                  |                                                                  |
| 357   | Autre : - Amplitude horaire et fréquence : - Période scolaire, du Lundi au Vendredi : La ligne fonctionne de 6h30 à 19h35, avec un passage toutes les 35-40 minutes environ. - Toute l'année, le Samedi : La ligne fonctionne de 7h10 à 19h35, avec un passage toutes les 40 minutes. - Le Dimanche et les jours fériés : La ligne fonctionne de 8h30 à 18h30, avec un passage toutes les 120 minutes. - Vacances scolaires, du Lundi au Vendredi : La ligne fonctionne de 6h30 à 19h35, avec un passage toutes les 40 minutes. - Période estivale, du Lundi au Vendredi : La ligne fonctionne de 6h30 à 19h40, avec un passage toutes les 40 minutes. - Arrêts non accessibles aux PMR : Plan de Masse, La Calade, Cascavelle (uniquement en direction de Plan de Masse), La Granette (uniquement en direction de Deruy), Grand Vigne (uniquement en direction de Plan de Masse), Coopérative (uniquement en direction de Plan de Masse), Centre Médical, Voie Douce, Chemin du Garoutier (uniquement en direction de Plan de Masse), La Providence, Maurelle Nord, Les Matagots, La Treille, La Plaine, Guillaume Dulac, Route de Marseille, Villa des Tours, Vallet de Roubaud, Centre de Rééducation, Port-de-Plaisance, Hôpital, Kennedy, Hôtel des Impôts, Camusso, Jean Graille, Complexe Paul Eluard, Collège Virebelle (uniquement en direction de Plan de Masse), Centre Commercial (desservi uniquement en direction de Plan de Masse), Bodin, Deruy. |                                                                  |                                                                  |                                                                  |                                                                  |                                                                  |                                                                  |                                                                  |                                                                  |
| 357   | Dernière actualisation : 9 juillet 2025 |                                                                  |                                                                  |                                                                  |                                                                  |                                                                  |                                                                  |                                                                  |                                                                  |

#### Secteur Cassis (371 à 379)
| Ligne | Caractéristiques | Caractéristiques                                                          | Caractéristiques                                                          | Caractéristiques                                                          | Caractéristiques                                                          | Caractéristiques                                                          | Caractéristiques                                                          | Caractéristiques                                                          | Caractéristiques                                                          |
| 371   | Cassis – Casino ⥋ Gare de Cassis / Cassis – Brégadan (à certaines heures) | Cassis – Casino ⥋ Gare de Cassis / Cassis – Brégadan (à certaines heures) | Cassis – Casino ⥋ Gare de Cassis / Cassis – Brégadan (à certaines heures) | Cassis – Casino ⥋ Gare de Cassis / Cassis – Brégadan (à certaines heures) | Cassis – Casino ⥋ Gare de Cassis / Cassis – Brégadan (à certaines heures) | Cassis – Casino ⥋ Gare de Cassis / Cassis – Brégadan (à certaines heures) | Cassis – Casino ⥋ Gare de Cassis / Cassis – Brégadan (à certaines heures) | Cassis – Casino ⥋ Gare de Cassis / Cassis – Brégadan (à certaines heures) | Cassis – Casino ⥋ Gare de Cassis / Cassis – Brégadan (à certaines heures) |
| ----- | --- | ------------------------------------------------------------------------- | ------------------------------------------------------------------------- | ------------------------------------------------------------------------- | ------------------------------------------------------------------------- | ------------------------------------------------------------------------- | ------------------------------------------------------------------------- | ------------------------------------------------------------------------- | ------------------------------------------------------------------------- |
| 371   | Ouverture / Fermeture 7 juillet 2025 / — | Longueur —                                                                | Durée 15-20 min                                                           | Nb. d’arrêts 19                                                           | Matériel -                                                                | Jours de fonctionnement L, Ma, Me, J, V, S, D                             | Jour / Soir / Nuit / Fêtes O / O / N / O                                  | Voy. / an —                                                               | Exploitant Azur Évasion                                                   |
| 371   | Desserte : - Communes et lieux desservis : Cassis - Gares desservies : Cassis |                                                                           |                                                                           |                                                                           |                                                                           |                                                                           |                                                                           |                                                                           |                                                                           |
| 371   | Autre : - Amplitude horaire et fréquence : - Période de Basse Saison : La ligne fonctionne de 6h35 à 20h55, avec un passage toutes les 30-60 minutes. - Période de Moyenne Saison : La ligne fonctionne de 6h35 à 20h55, avec un passage toutes les 30 minutes environ. - Période de Haute Saison : La ligne fonctionne de 6h35 à 23h50, avec un passage toutes les 15-30 minutes. - Particularités : - L'arrêt Brégadan n'est desservi que par 6 courses par jours, toutes périodes confondues. |                                                                           |                                                                           |                                                                           |                                                                           |                                                                           |                                                                           |                                                                           |                                                                           |
| 371   | Dernière actualisation : 10 juillet 2025 |                                                                           |                                                                           |                                                                           |                                                                           |                                                                           |                                                                           |                                                                           |                                                                           |
| 372   | Cassis – Casino ⥋ Cassis – Parking des Gorguettes | Cassis – Casino ⥋ Cassis – Parking des Gorguettes                         | Cassis – Casino ⥋ Cassis – Parking des Gorguettes                         | Cassis – Casino ⥋ Cassis – Parking des Gorguettes                         | Cassis – Casino ⥋ Cassis – Parking des Gorguettes                         | Cassis – Casino ⥋ Cassis – Parking des Gorguettes                         | Cassis – Casino ⥋ Cassis – Parking des Gorguettes                         | Cassis – Casino ⥋ Cassis – Parking des Gorguettes                         | Cassis – Casino ⥋ Cassis – Parking des Gorguettes                         |
| 372   | Ouverture / Fermeture 7 juillet 2025 / — | Longueur —                                                                | Durée 15 min                                                              | Nb. d’arrêts 13                                                           | Matériel -                                                                | Jours de fonctionnement L, Ma, Me, J, V, S, D                             | Jour / Soir / Nuit / Fêtes O / O / O / O                                  | Voy. / an —                                                               | Exploitant Azur Évasion                                                   |
| 372   | Desserte : - Communes et lieux desservis : Cassis - Gares desservies : Aucune |                                                                           |                                                                           |                                                                           |                                                                           |                                                                           |                                                                           |                                                                           |                                                                           |
| 372   | Autre : - Amplitude horaire et fréquence : - Période de Basse Saison : La ligne fonctionne de 8h40 à 18h45, avec un passage toutes les 30-60 minutes. - Période de Moyenne Saison : La ligne fonctionne de 8h30 à 19h45, avec un passage toutes les 40 minutes. - Période de Haute Saison : La ligne fonctionne de 8h30 à 0h05, avec un passage toutes les 20-40 minutes. - Période de Très Haute Saison : La ligne fonctionne de 8h30 à 2h05, avec un passage toutes les 15 minutes environ. - Particularités : - En Période de Très Haute Saison, les 3 dernières courses ne sont effectuées que lors d'évènements spécifiques (14 Juillet). |                                                                           |                                                                           |                                                                           |                                                                           |                                                                           |                                                                           |                                                                           |                                                                           |
| 372   | Dernière actualisation : 10 juillet 2025 |                                                                           |                                                                           |                                                                           |                                                                           |                                                                           |                                                                           |                                                                           |                                                                           |
| 373   | Gare de Cassis ⥋ Cassis – Bailli de Suffren | Gare de Cassis ⥋ Cassis – Bailli de Suffren                               | Gare de Cassis ⥋ Cassis – Bailli de Suffren                               | Gare de Cassis ⥋ Cassis – Bailli de Suffren                               | Gare de Cassis ⥋ Cassis – Bailli de Suffren                               | Gare de Cassis ⥋ Cassis – Bailli de Suffren                               | Gare de Cassis ⥋ Cassis – Bailli de Suffren                               | Gare de Cassis ⥋ Cassis – Bailli de Suffren                               | Gare de Cassis ⥋ Cassis – Bailli de Suffren                               |
| 373   | Ouverture / Fermeture 7 juillet 2025 / — | Longueur —                                                                | Durée 20 min                                                              | Nb. d’arrêts 15                                                           | Matériel -                                                                | Jours de fonctionnement L, Ma, Me, J, V, S, D                             | Jour / Soir / Nuit / Fêtes O / N / N / O                                  | Voy. / an —                                                               | Exploitant Azur Évasion                                                   |
| 373   | Desserte : - Communes et lieux desservis : Cassis - Gares desservies : Cassis |                                                                           |                                                                           |                                                                           |                                                                           |                                                                           |                                                                           |                                                                           |                                                                           |
| 373   | Autre : - Amplitude horaire et fréquence : - Période de Basse Saison : La ligne fonctionne de 8h05 à 19h20, avec un passage toutes les 60 minutes. - Période de Moyenne Saison : La ligne fonctionne de 8h05 à 19h50, avec un passage toutes les 30-60 minutes. - Période de Haute Saison : La ligne fonctionne de 8h05 à 19h55, avec un passage toutes les 15-30 minutes. |                                                                           |                                                                           |                                                                           |                                                                           |                                                                           |                                                                           |                                                                           |                                                                           |
| 373   | Dernière actualisation : 10 juillet 2025 |                                                                           |                                                                           |                                                                           |                                                                           |                                                                           |                                                                           |                                                                           |                                                                           |
| 374   | Gare de Cassis ⥋ Roquefort-la-Bédoule – Zone Industrielle | Gare de Cassis ⥋ Roquefort-la-Bédoule – Zone Industrielle                 | Gare de Cassis ⥋ Roquefort-la-Bédoule – Zone Industrielle                 | Gare de Cassis ⥋ Roquefort-la-Bédoule – Zone Industrielle                 | Gare de Cassis ⥋ Roquefort-la-Bédoule – Zone Industrielle                 | Gare de Cassis ⥋ Roquefort-la-Bédoule – Zone Industrielle                 | Gare de Cassis ⥋ Roquefort-la-Bédoule – Zone Industrielle                 | Gare de Cassis ⥋ Roquefort-la-Bédoule – Zone Industrielle                 | Gare de Cassis ⥋ Roquefort-la-Bédoule – Zone Industrielle                 |
| 374   | Ouverture / Fermeture 7 juillet 2025 / — | Longueur —                                                                | Durée 15-20 min                                                           | Nb. d’arrêts 13                                                           | Matériel -                                                                | Jours de fonctionnement L, Ma, Me, J, V                                   | Jour / Soir / Nuit / Fêtes O / N / N / N                                  | Voy. / an —                                                               | Exploitant Azur Évasion                                                   |
| 374   | Desserte : - Communes et lieux desservis : Cassis, Roquefort-la-Bédoule - Gares desservies : Cassis |                                                                           |                                                                           |                                                                           |                                                                           |                                                                           |                                                                           |                                                                           |                                                                           |
| 374   | Autre : - Amplitude horaire et fréquence : - Du Lundi au Vendredi : La ligne fonctionne de 6h35 à 18h25, avec 4 allers-retours par jours. - Particularités : - En direction de la Gare de Cassis, la course de 6h35 effectue son départ à l'arrêt La Crèche. - En direction de Zone Industrielle, les courses de 16h20 et 18h05 effectuent leur terminus à l'arrêt La Crèche. |                                                                           |                                                                           |                                                                           |                                                                           |                                                                           |                                                                           |                                                                           |                                                                           |
| 374   | Dernière actualisation : 10 juillet 2025 |                                                                           |                                                                           |                                                                           |                                                                           |                                                                           |                                                                           |                                                                           |                                                                           |

### Transport à la demande
| Ligne | Caractéristiques | Caractéristiques                                                       | Caractéristiques                                                       | Caractéristiques                                                       | Caractéristiques                                                       | Caractéristiques                                                       | Caractéristiques                                                       | Caractéristiques                                                       | Caractéristiques                                                       |
| 365   | Lebus à la demande | Lebus à la demande                                                     | Lebus à la demande                                                     | Lebus à la demande                                                     | Lebus à la demande                                                     | Lebus à la demande                                                     | Lebus à la demande                                                     | Lebus à la demande                                                     | Lebus à la demande                                                     |
| 365   | Gare de La Ciotat - Ceyreste ⥋ Desserte de la Zone d'Activités Athélia | Gare de La Ciotat - Ceyreste ⥋ Desserte de la Zone d'Activités Athélia | Gare de La Ciotat - Ceyreste ⥋ Desserte de la Zone d'Activités Athélia | Gare de La Ciotat - Ceyreste ⥋ Desserte de la Zone d'Activités Athélia | Gare de La Ciotat - Ceyreste ⥋ Desserte de la Zone d'Activités Athélia | Gare de La Ciotat - Ceyreste ⥋ Desserte de la Zone d'Activités Athélia | Gare de La Ciotat - Ceyreste ⥋ Desserte de la Zone d'Activités Athélia | Gare de La Ciotat - Ceyreste ⥋ Desserte de la Zone d'Activités Athélia | Gare de La Ciotat - Ceyreste ⥋ Desserte de la Zone d'Activités Athélia |
| ----- | --- | ---------------------------------------------------------------------- | ---------------------------------------------------------------------- | ---------------------------------------------------------------------- | ---------------------------------------------------------------------- | ---------------------------------------------------------------------- | ---------------------------------------------------------------------- | ---------------------------------------------------------------------- | ---------------------------------------------------------------------- |
| 365   | Ouverture / Fermeture 7 juillet 2025 / — | Longueur —                                                             | Durée —                                                                | Nb. d’arrêts 23                                                        | Matériel -                                                             | Jours de fonctionnement L, Ma, Me, J, V                                | Jour / Soir / Nuit / Fêtes O / N / N / N                               | Voy. / an —                                                            | Exploitant RTM Est-Métropole                                           |
| 365   | Desserte : - Communes et lieux desservis : La Ciotat - Gares desservies : La Ciotat - Ceyreste |                                                                        |                                                                        |                                                                        |                                                                        |                                                                        |                                                                        |                                                                        |                                                                        |
| 365   | Autre : - Amplitude horaire et fréquence : - Du Lundi au Vendredi : Le service fonctionne de 7h00 à 19h00. - Fonctionnement : - Ce service de transport à la demande permet, une fois son trajet réservé jusqu'à 30 minutes avant l'heure de départ souhaitée, une desserte de la Zone d'Activités Athélia et de descendre à l'arrêt demandé.                                      |                                                                        |                                                                        |                                                                        |                                                                        |                                                                        |                                                                        |                                                                        |                                                                        |
| 365   | Dernière actualisation : 10 juillet 2025 |                                                                        |                                                                        |                                                                        |                                                                        |                                                                        |                                                                        |                                                                        |                                                                        |
| 367   | Lebus à la demande | Lebus à la demande                                                     | Lebus à la demande                                                     | Lebus à la demande                                                     | Lebus à la demande                                                     | Lebus à la demande                                                     | Lebus à la demande                                                     | Lebus à la demande                                                     | Lebus à la demande                                                     |
| 367   | Gare de La Ciotat - Ceyreste ⥋ Desserte de Ceyreste |                                                                        |                                                                        |                                                                        |                                                                        |                                                                        |                                                                        |                                                                        |                                                                        |
| 367   | Ouverture / Fermeture 7 juillet 2025 / — | Longueur —                                                             | Durée —                                                                | Nb. d’arrêts 18                                                        | Matériel -                                                             | Jours de fonctionnement L, Ma, Me, J, V, S                             | Jour / Soir / Nuit / Fêtes O / N / N / N                               | Voy. / an —                                                            | Exploitant RTM Est-Métropole                                           |
| 367   | Desserte : - Communes et lieux desservis : La Ciotat, Ceyreste - Gares desservies : La Ciotat - Ceyreste |                                                                        |                                                                        |                                                                        |                                                                        |                                                                        |                                                                        |                                                                        |                                                                        |
| 367   | Autre : - Amplitude horaire et fréquence : - Du Lundi au Vendredi : Le service fonctionne de 7h00 à 19h00. - Fonctionnement : - Ce service de transport à la demande permet, une fois son trajet réservé jusqu'à 30 minutes avant l'heure de départ souhaitée, une desserte de la commune de Ceyreste et de descendre à l'arrêt demandé.                                           |                                                                        |                                                                        |                                                                        |                                                                        |                                                                        |                                                                        |                                                                        |                                                                        |
| 367   | Dernière actualisation : 10 juillet 2025 |                                                                        |                                                                        |                                                                        |                                                                        |                                                                        |                                                                        |                                                                        |                                                                        |
| 376   | Lebus à la demande | Lebus à la demande                                                     | Lebus à la demande                                                     | Lebus à la demande                                                     | Lebus à la demande                                                     | Lebus à la demande                                                     | Lebus à la demande                                                     | Lebus à la demande                                                     | Lebus à la demande                                                     |
| 376   | Cassis / Carnoux-en-Provence / Roquefort-la-Bédoule ⥋ Desserte de Cassis, Carnoux-en-Provence et Roquefort-la-Bédoule |                                                                        |                                                                        |                                                                        |                                                                        |                                                                        |                                                                        |                                                                        |                                                                        |
| 376   | Ouverture / Fermeture 7 juillet 2025 / — | Longueur —                                                             | Durée —                                                                | Nb. d’arrêts 91                                                        | Matériel -                                                             | Jours de fonctionnement L, Ma, Me, J, V                                | Jour / Soir / Nuit / Fêtes O / N / N / N                               | Voy. / an —                                                            | Exploitant Azur Évasion                                                |
| 376   | Desserte : - Communes et lieux desservis : Cassis, Carnoux-en-Provence, Roquefort-la-Bédoule - Gares desservies : Cassis |                                                                        |                                                                        |                                                                        |                                                                        |                                                                        |                                                                        |                                                                        |                                                                        |
| 376   | Autre : - Amplitude horaire et fréquence : - Du Lundi au Vendredi : Le service fonctionne de 6h30 à 18h30. - Fonctionnement : - Ce service de transport à la demande permet, une fois son trajet réservé jusqu'à 12 heures avant l'heure de départ souhaitée, une desserte des communes de Cassis, Carnoux-en-Provence et Roquefort-la-Bédoule, et de descendre à l'arrêt demandé. |                                                                        |                                                                        |                                                                        |                                                                        |                                                                        |                                                                        |                                                                        |                                                                        |
| 376   | Dernière actualisation : 10 juillet 2025 |                                                                        |                                                                        |                                                                        |                                                                        |                                                                        |                                                                        |                                                                        |                                                                        |

### Lignes scolaires

#### Desserte du Lycée Saint-Jean-de-Garguier de Gémenos

##### Ligne 3290
| Ligne | Caractéristiques | Caractéristiques                         | Caractéristiques                         | Caractéristiques                         | Caractéristiques                         | Caractéristiques                         | Caractéristiques                         | Caractéristiques                         | Caractéristiques                         |
| 3290  | Cassis – Gendarmerie ⥋ Gémenos – Aquagem | Cassis – Gendarmerie ⥋ Gémenos – Aquagem | Cassis – Gendarmerie ⥋ Gémenos – Aquagem | Cassis – Gendarmerie ⥋ Gémenos – Aquagem | Cassis – Gendarmerie ⥋ Gémenos – Aquagem | Cassis – Gendarmerie ⥋ Gémenos – Aquagem | Cassis – Gendarmerie ⥋ Gémenos – Aquagem | Cassis – Gendarmerie ⥋ Gémenos – Aquagem | Cassis – Gendarmerie ⥋ Gémenos – Aquagem |
| ----- | --- | ---------------------------------------- | ---------------------------------------- | ---------------------------------------- | ---------------------------------------- | ---------------------------------------- | ---------------------------------------- | ---------------------------------------- | ---------------------------------------- |
| 3290  | Ouverture / Fermeture 1er septembre 2025 / — | Longueur —                               | Durée 40 min                             | Nb. d’arrêts 16                          | Matériel -                               | Jours de fonctionnement L, Ma, Me, J, V  | Jour / Soir / Nuit / Fêtes O / N / N / N | Voy. / an —                              | Exploitant -                             |
| 3290  | Desserte : - Communes et lieux desservis : Cassis, Carnoux-en-Provence, Roquefort-la-Bédoule, Gémenos - Gares desservies : Aucune                              |                                          |                                          |                                          |                                          |                                          |                                          |                                          |                                          |
| 3290  | Autre : - Amplitude horaire et fréquence : - Période scolaire : La ligne fonctionne du Lundi au Vendredi de 7h00 à 18h30, à raison d'un aller-retour par jour. |                                          |                                          |                                          |                                          |                                          |                                          |                                          |                                          |
| 3290  | Dernière actualisation : 14 août 2025 |                                          |                                          |                                          |                                          |                                          |                                          |                                          |                                          |

#### Desserte du Collège Saint-Augustin de Carnoux-en-Provence

##### Lignes de 3791 à 3799
| Ligne | Caractéristiques | Caractéristiques                                                                | Caractéristiques                                                                | Caractéristiques                                                                | Caractéristiques                                                                | Caractéristiques                                                                | Caractéristiques                                                                | Caractéristiques                                                                | Caractéristiques                                                                |
| 3791  | Cassis – Gendarmerie ⥋ Carnoux-en-Provence – Collège Saint-Augustin | Cassis – Gendarmerie ⥋ Carnoux-en-Provence – Collège Saint-Augustin             | Cassis – Gendarmerie ⥋ Carnoux-en-Provence – Collège Saint-Augustin             | Cassis – Gendarmerie ⥋ Carnoux-en-Provence – Collège Saint-Augustin             | Cassis – Gendarmerie ⥋ Carnoux-en-Provence – Collège Saint-Augustin             | Cassis – Gendarmerie ⥋ Carnoux-en-Provence – Collège Saint-Augustin             | Cassis – Gendarmerie ⥋ Carnoux-en-Provence – Collège Saint-Augustin             | Cassis – Gendarmerie ⥋ Carnoux-en-Provence – Collège Saint-Augustin             | Cassis – Gendarmerie ⥋ Carnoux-en-Provence – Collège Saint-Augustin             |
| ----- | --- | ------------------------------------------------------------------------------- | ------------------------------------------------------------------------------- | ------------------------------------------------------------------------------- | ------------------------------------------------------------------------------- | ------------------------------------------------------------------------------- | ------------------------------------------------------------------------------- | ------------------------------------------------------------------------------- | ------------------------------------------------------------------------------- |
| 3791  | Ouverture / Fermeture 1er septembre 2025 / — | Longueur —                                                                      | Durée 20-25 min                                                                 | Nb. d’arrêts 18                                                                 | Matériel -                                                                      | Jours de fonctionnement L, Ma, Me, J, V                                         | Jour / Soir / Nuit / Fêtes O / N / N / N                                        | Voy. / an —                                                                     | Exploitant -                                                                    |
| 3791  | Desserte : - Communes et lieux desservis : Cassis, Carnoux-en-Provence - Gares desservies : Aucune |                                                                                 |                                                                                 |                                                                                 |                                                                                 |                                                                                 |                                                                                 |                                                                                 |                                                                                 |
| 3791  | Autre : - Amplitude horaire et fréquence : - Période scolaire : La ligne fonctionne du Lundi au Vendredi de 7h20 à 17h10, à raison d'un aller-retour par jour. - Particularités : - Le Mercredi, la ligne effectue son départ à 12h20 depuis le Collège Saint-Augustin. - Les Lundis, Merdis, Jeudis et Vendredis, la ligne effectue son départ à 16h50 depuis le Collège Saint-Augustin. |                                                                                 |                                                                                 |                                                                                 |                                                                                 |                                                                                 |                                                                                 |                                                                                 |                                                                                 |
| 3791  | Dernière actualisation : 14 août 2025 |                                                                                 |                                                                                 |                                                                                 |                                                                                 |                                                                                 |                                                                                 |                                                                                 |                                                                                 |
| 3792  | Cassis – Douane ⥋ Carnoux-en-Provence – Collège Saint-Augustin | Cassis – Douane ⥋ Carnoux-en-Provence – Collège Saint-Augustin                  | Cassis – Douane ⥋ Carnoux-en-Provence – Collège Saint-Augustin                  | Cassis – Douane ⥋ Carnoux-en-Provence – Collège Saint-Augustin                  | Cassis – Douane ⥋ Carnoux-en-Provence – Collège Saint-Augustin                  | Cassis – Douane ⥋ Carnoux-en-Provence – Collège Saint-Augustin                  | Cassis – Douane ⥋ Carnoux-en-Provence – Collège Saint-Augustin                  | Cassis – Douane ⥋ Carnoux-en-Provence – Collège Saint-Augustin                  | Cassis – Douane ⥋ Carnoux-en-Provence – Collège Saint-Augustin                  |
| 3792  | Ouverture / Fermeture 1er septembre 2025 / — | Longueur —                                                                      | Durée 35 min                                                                    | Nb. d’arrêts 14                                                                 | Matériel -                                                                      | Jours de fonctionnement L, Ma, Me, J, V                                         | Jour / Soir / Nuit / Fêtes O / N / N / N                                        | Voy. / an —                                                                     | Exploitant -                                                                    |
| 3792  | Desserte : - Communes et lieux desservis : Cassis, Carnoux-en-Provence - Gares desservies : Cassis |                                                                                 |                                                                                 |                                                                                 |                                                                                 |                                                                                 |                                                                                 |                                                                                 |                                                                                 |
| 3792  | Autre : - Amplitude horaire et fréquence : - Période scolaire : La ligne fonctionne du Lundi au Vendredi de 7h15 à 17h25, à raison d'un aller-retour par jour. - Particularités : - Le Mercredi, la ligne effectue son départ à 12h20 depuis le Collège Saint-Augustin. - Les Lundis, Merdis, Jeudis et Vendredis, la ligne effectue son départ à 16h50 depuis le Collège Saint-Augustin. |                                                                                 |                                                                                 |                                                                                 |                                                                                 |                                                                                 |                                                                                 |                                                                                 |                                                                                 |
| 3792  | Dernière actualisation : 14 août 2025 |                                                                                 |                                                                                 |                                                                                 |                                                                                 |                                                                                 |                                                                                 |                                                                                 |                                                                                 |
| 3793  | Roquefort-la-Bédoule – Cimetière ⥋ Carnoux-en-Provence – Collège Saint-Augustin | Roquefort-la-Bédoule – Cimetière ⥋ Carnoux-en-Provence – Collège Saint-Augustin | Roquefort-la-Bédoule – Cimetière ⥋ Carnoux-en-Provence – Collège Saint-Augustin | Roquefort-la-Bédoule – Cimetière ⥋ Carnoux-en-Provence – Collège Saint-Augustin | Roquefort-la-Bédoule – Cimetière ⥋ Carnoux-en-Provence – Collège Saint-Augustin | Roquefort-la-Bédoule – Cimetière ⥋ Carnoux-en-Provence – Collège Saint-Augustin | Roquefort-la-Bédoule – Cimetière ⥋ Carnoux-en-Provence – Collège Saint-Augustin | Roquefort-la-Bédoule – Cimetière ⥋ Carnoux-en-Provence – Collège Saint-Augustin | Roquefort-la-Bédoule – Cimetière ⥋ Carnoux-en-Provence – Collège Saint-Augustin |
| 3793  | Ouverture / Fermeture 1er septembre 2025 / — | Longueur —                                                                      | Durée 15-20 min                                                                 | Nb. d’arrêts 13                                                                 | Matériel -                                                                      | Jours de fonctionnement L, Ma, Me, J, V                                         | Jour / Soir / Nuit / Fêtes O / N / N / N                                        | Voy. / an —                                                                     | Exploitant -                                                                    |
| 3793  | Desserte : - Communes et lieux desservis : Roquefort-la-Bédoule, Carnoux-en-Provence - Gares desservies : Aucune |                                                                                 |                                                                                 |                                                                                 |                                                                                 |                                                                                 |                                                                                 |                                                                                 |                                                                                 |
| 3793  | Autre : - Amplitude horaire et fréquence : - Période scolaire : La ligne fonctionne du Lundi au Vendredi de 7h25 à 17h05, à raison d'un aller-retour par jour. - Particularités : - Le Mercredi, la ligne effectue son départ à 12h20 depuis le Collège Saint-Augustin. - Les Lundis, Merdis, Jeudis et Vendredis, la ligne effectue son départ à 16h50 depuis le Collège Saint-Augustin. |                                                                                 |                                                                                 |                                                                                 |                                                                                 |                                                                                 |                                                                                 |                                                                                 |                                                                                 |
| 3793  | Dernière actualisation : 14 août 2025 |                                                                                 |                                                                                 |                                                                                 |                                                                                 |                                                                                 |                                                                                 |                                                                                 |                                                                                 |

#### Desserte du Collège des Gorguettes de Cassis

##### Lignes de 3861 à 3869
| Ligne | Caractéristiques | Caractéristiques                                                   | Caractéristiques                                                   | Caractéristiques                                                   | Caractéristiques                                                   | Caractéristiques                                                   | Caractéristiques                                                   | Caractéristiques                                                   | Caractéristiques                                                   |
| 3861  | Roquefort-la-Bédoule – Cimetière ⥋ Cassis – Collège des Gorguettes | Roquefort-la-Bédoule – Cimetière ⥋ Cassis – Collège des Gorguettes | Roquefort-la-Bédoule – Cimetière ⥋ Cassis – Collège des Gorguettes | Roquefort-la-Bédoule – Cimetière ⥋ Cassis – Collège des Gorguettes | Roquefort-la-Bédoule – Cimetière ⥋ Cassis – Collège des Gorguettes | Roquefort-la-Bédoule – Cimetière ⥋ Cassis – Collège des Gorguettes | Roquefort-la-Bédoule – Cimetière ⥋ Cassis – Collège des Gorguettes | Roquefort-la-Bédoule – Cimetière ⥋ Cassis – Collège des Gorguettes | Roquefort-la-Bédoule – Cimetière ⥋ Cassis – Collège des Gorguettes |
| ----- | --- | ------------------------------------------------------------------ | ------------------------------------------------------------------ | ------------------------------------------------------------------ | ------------------------------------------------------------------ | ------------------------------------------------------------------ | ------------------------------------------------------------------ | ------------------------------------------------------------------ | ------------------------------------------------------------------ |
| 3861  | Ouverture / Fermeture 1er septembre 2025 / — | Longueur —                                                         | Durée 20 min                                                       | Nb. d’arrêts 7                                                     | Matériel -                                                         | Jours de fonctionnement L, Ma, Me, J, V                            | Jour / Soir / Nuit / Fêtes O / N / N / N                           | Voy. / an —                                                        | Exploitant -                                                       |
| 3861  | Desserte : - Communes et lieux desservis : Roquefort-la-Bédoule, Cassis - Gares desservies : Aucune |                                                                    |                                                                    |                                                                    |                                                                    |                                                                    |                                                                    |                                                                    |                                                                    |
| 3861  | Autre : - Amplitude horaire et fréquence : - Période scolaire : La ligne fonctionne du Lundi au Vendredi de 7h20 à 16h55, à raison de deux allers-retours par jour. - Particularités : - Le Mercredi, la ligne effectue son départ à 12h05 depuis le Collège des Gorguettes. - Les Lundis, Merdis, Jeudis et Vendredis, la ligne effectue deux départs à 15h25 et 16h35 depuis le Collège des Gorguettes.             |                                                                    |                                                                    |                                                                    |                                                                    |                                                                    |                                                                    |                                                                    |                                                                    |
| 3861  | Dernière actualisation : 14 août 2025 |                                                                    |                                                                    |                                                                    |                                                                    |                                                                    |                                                                    |                                                                    |                                                                    |
| 3862  | Roquefort-la-Bédoule – La Crèche ⥋ Cassis – Collège des Gorguettes | Roquefort-la-Bédoule – La Crèche ⥋ Cassis – Collège des Gorguettes | Roquefort-la-Bédoule – La Crèche ⥋ Cassis – Collège des Gorguettes | Roquefort-la-Bédoule – La Crèche ⥋ Cassis – Collège des Gorguettes | Roquefort-la-Bédoule – La Crèche ⥋ Cassis – Collège des Gorguettes | Roquefort-la-Bédoule – La Crèche ⥋ Cassis – Collège des Gorguettes | Roquefort-la-Bédoule – La Crèche ⥋ Cassis – Collège des Gorguettes | Roquefort-la-Bédoule – La Crèche ⥋ Cassis – Collège des Gorguettes | Roquefort-la-Bédoule – La Crèche ⥋ Cassis – Collège des Gorguettes |
| 3862  | Ouverture / Fermeture 1er septembre 2025 / — | Longueur —                                                         | Durée 20 min                                                       | Nb. d’arrêts 8                                                     | Matériel -                                                         | Jours de fonctionnement L, Ma, Me, J, V                            | Jour / Soir / Nuit / Fêtes O / N / N / N                           | Voy. / an —                                                        | Exploitant -                                                       |
| 3862  | Desserte : - Communes et lieux desservis : Roquefort-la-Bédoule, Cassis - Gares desservies : Aucune |                                                                    |                                                                    |                                                                    |                                                                    |                                                                    |                                                                    |                                                                    |                                                                    |
| 3862  | Autre : - Amplitude horaire et fréquence : - Période scolaire : La ligne fonctionne du Lundi au Vendredi de 7h20 à 17h00, à raison de trois/quatre allers-retours par jour. - Particularités : - Le Mercredi, la ligne effectue deux départs à 12h05 depuis le Collège des Gorguettes. - Les Lundis, Merdis, Jeudis et Vendredis, la ligne effectue quatre départs à 15h25 et 16h35 depuis le Collège des Gorguettes. |                                                                    |                                                                    |                                                                    |                                                                    |                                                                    |                                                                    |                                                                    |                                                                    |
| 3862  | Dernière actualisation : 14 août 2025 |                                                                    |                                                                    |                                                                    |                                                                    |                                                                    |                                                                    |                                                                    |                                                                    |
| 3863  | Cassis – Collège des Gorguettes ⥋ Roquefort-la-Bédoule – Cimetière | Cassis – Collège des Gorguettes ⥋ Roquefort-la-Bédoule – Cimetière | Cassis – Collège des Gorguettes ⥋ Roquefort-la-Bédoule – Cimetière | Cassis – Collège des Gorguettes ⥋ Roquefort-la-Bédoule – Cimetière | Cassis – Collège des Gorguettes ⥋ Roquefort-la-Bédoule – Cimetière | Cassis – Collège des Gorguettes ⥋ Roquefort-la-Bédoule – Cimetière | Cassis – Collège des Gorguettes ⥋ Roquefort-la-Bédoule – Cimetière | Cassis – Collège des Gorguettes ⥋ Roquefort-la-Bédoule – Cimetière | Cassis – Collège des Gorguettes ⥋ Roquefort-la-Bédoule – Cimetière |
| 3863  | Ouverture / Fermeture 1er septembre 2025 / — | Longueur —                                                         | Durée 25 min                                                       | Nb. d’arrêts 13                                                    | Matériel -                                                         | Jours de fonctionnement Me                                         | Jour / Soir / Nuit / Fêtes O / N / N / N                           | Voy. / an —                                                        | Exploitant -                                                       |
| 3863  | Desserte : - Communes et lieux desservis : Cassis, Roquefort-la-Bédoule - Gares desservies : Aucune |                                                                    |                                                                    |                                                                    |                                                                    |                                                                    |                                                                    |                                                                    |                                                                    |
| 3863  | Autre : - Amplitude horaire et fréquence : - Période scolaire : La ligne fonctionne le Mercredi de 11h05 à 11h30, à raison d'un aller unique. |                                                                    |                                                                    |                                                                    |                                                                    |                                                                    |                                                                    |                                                                    |                                                                    |
| 3863  | Dernière actualisation : 14 août 2025 |                                                                    |                                                                    |                                                                    |                                                                    |                                                                    |                                                                    |                                                                    |                                                                    |

##### Lignes de 3871 à 3879
| Ligne | Caractéristiques | Caractéristiques                                                      | Caractéristiques                                                      | Caractéristiques                                                      | Caractéristiques                                                      | Caractéristiques                                                      | Caractéristiques                                                      | Caractéristiques                                                      | Caractéristiques                                                      |
| 3871  | Carnoux-en-Provence – Verdon ⥋ Cassis – Collège des Gorguettes | Carnoux-en-Provence – Verdon ⥋ Cassis – Collège des Gorguettes        | Carnoux-en-Provence – Verdon ⥋ Cassis – Collège des Gorguettes        | Carnoux-en-Provence – Verdon ⥋ Cassis – Collège des Gorguettes        | Carnoux-en-Provence – Verdon ⥋ Cassis – Collège des Gorguettes        | Carnoux-en-Provence – Verdon ⥋ Cassis – Collège des Gorguettes        | Carnoux-en-Provence – Verdon ⥋ Cassis – Collège des Gorguettes        | Carnoux-en-Provence – Verdon ⥋ Cassis – Collège des Gorguettes        | Carnoux-en-Provence – Verdon ⥋ Cassis – Collège des Gorguettes        |
| ----- | --- | --------------------------------------------------------------------- | --------------------------------------------------------------------- | --------------------------------------------------------------------- | --------------------------------------------------------------------- | --------------------------------------------------------------------- | --------------------------------------------------------------------- | --------------------------------------------------------------------- | --------------------------------------------------------------------- |
| 3871  | Ouverture / Fermeture 1er septembre 2025 / — | Longueur —                                                            | Durée 15-20 min                                                       | Nb. d’arrêts 13                                                       | Matériel -                                                            | Jours de fonctionnement L, Ma, Me, J, V                               | Jour / Soir / Nuit / Fêtes O / N / N / N                              | Voy. / an —                                                           | Exploitant -                                                          |
| 3871  | Desserte : - Communes et lieux desservis : Carnoux-en-Provence, Cassis - Gares desservies : Aucune |                                                                       |                                                                       |                                                                       |                                                                       |                                                                       |                                                                       |                                                                       |                                                                       |
| 3871  | Autre : - Amplitude horaire et fréquence : - Période scolaire : La ligne fonctionne du Lundi au Vendredi de 7h30 à 15h45, à raison d'un aller-retour et demi par jour. - Particularités : - Le Mercredi, la ligne effectue son départ à 12h05 depuis le Collège des Gorguettes. - Les Lundis, Merdis, Jeudis et Vendredis, la ligne effectue son départ à 15h25 depuis le Collège des Gorguettes.              |                                                                       |                                                                       |                                                                       |                                                                       |                                                                       |                                                                       |                                                                       |                                                                       |
| 3871  | Dernière actualisation : 14 août 2025 |                                                                       |                                                                       |                                                                       |                                                                       |                                                                       |                                                                       |                                                                       |                                                                       |
| 3872  | Carnoux-en-Provence – Les Barles ⥋ Cassis – Collège des Gorguettes | Carnoux-en-Provence – Les Barles ⥋ Cassis – Collège des Gorguettes    | Carnoux-en-Provence – Les Barles ⥋ Cassis – Collège des Gorguettes    | Carnoux-en-Provence – Les Barles ⥋ Cassis – Collège des Gorguettes    | Carnoux-en-Provence – Les Barles ⥋ Cassis – Collège des Gorguettes    | Carnoux-en-Provence – Les Barles ⥋ Cassis – Collège des Gorguettes    | Carnoux-en-Provence – Les Barles ⥋ Cassis – Collège des Gorguettes    | Carnoux-en-Provence – Les Barles ⥋ Cassis – Collège des Gorguettes    | Carnoux-en-Provence – Les Barles ⥋ Cassis – Collège des Gorguettes    |
| 3872  | Ouverture / Fermeture 1er septembre 2025 / — | Longueur —                                                            | Durée 15 min                                                          | Nb. d’arrêts 6                                                        | Matériel -                                                            | Jours de fonctionnement L, Ma, Me, J, V                               | Jour / Soir / Nuit / Fêtes O / N / N / N                              | Voy. / an —                                                           | Exploitant -                                                          |
| 3872  | Desserte : - Communes et lieux desservis : Carnoux-en-Provence, Cassis - Gares desservies : Aucune |                                                                       |                                                                       |                                                                       |                                                                       |                                                                       |                                                                       |                                                                       |                                                                       |
| 3872  | Autre : - Amplitude horaire et fréquence : - Période scolaire : La ligne fonctionne du Lundi au Vendredi de 7h30 à 16h50, à raison de trois allers-retours par jour. - Particularités : - Le Mercredi, la ligne effectue deux départs à 12h05 depuis le Collège des Gorguettes. - Les Lundis, Merdis, Jeudis et Vendredis, la ligne effectue quatre départs à 15h25 et 16h35 depuis le Collège des Gorguettes. |                                                                       |                                                                       |                                                                       |                                                                       |                                                                       |                                                                       |                                                                       |                                                                       |
| 3872  | Dernière actualisation : 14 août 2025 |                                                                       |                                                                       |                                                                       |                                                                       |                                                                       |                                                                       |                                                                       |                                                                       |
| 3873  | Cassis – Collège des Gorguettes ⥋ Carnoux-en-Provence – Gendarmerie | Cassis – Collège des Gorguettes ⥋ Carnoux-en-Provence – Gendarmerie   | Cassis – Collège des Gorguettes ⥋ Carnoux-en-Provence – Gendarmerie   | Cassis – Collège des Gorguettes ⥋ Carnoux-en-Provence – Gendarmerie   | Cassis – Collège des Gorguettes ⥋ Carnoux-en-Provence – Gendarmerie   | Cassis – Collège des Gorguettes ⥋ Carnoux-en-Provence – Gendarmerie   | Cassis – Collège des Gorguettes ⥋ Carnoux-en-Provence – Gendarmerie   | Cassis – Collège des Gorguettes ⥋ Carnoux-en-Provence – Gendarmerie   | Cassis – Collège des Gorguettes ⥋ Carnoux-en-Provence – Gendarmerie   |
| 3873  | Ouverture / Fermeture 1er septembre 2025 / — | Longueur —                                                            | Durée 30 min                                                          | Nb. d’arrêts 17                                                       | Matériel -                                                            | Jours de fonctionnement Me                                            | Jour / Soir / Nuit / Fêtes O / N / N / N                              | Voy. / an —                                                           | Exploitant -                                                          |
| 3873  | Desserte : - Communes et lieux desservis : Cassis, Carnoux-en-Provence - Gares desservies : Aucune |                                                                       |                                                                       |                                                                       |                                                                       |                                                                       |                                                                       |                                                                       |                                                                       |
| 3873  | Autre : - Amplitude horaire et fréquence : - Période scolaire : La ligne fonctionne le Mercredi de 11h05 à 11h35, à raison d'un aller unique. |                                                                       |                                                                       |                                                                       |                                                                       |                                                                       |                                                                       |                                                                       |                                                                       |
| 3873  | Dernière actualisation : 14 août 2025 |                                                                       |                                                                       |                                                                       |                                                                       |                                                                       |                                                                       |                                                                       |                                                                       |
| 3874  | Cassis – Collège des Gorguettes ⥋ Carnoux-en-Provence – Jean Bart | Cassis – Collège des Gorguettes ⥋ Carnoux-en-Provence – Jean Bart     | Cassis – Collège des Gorguettes ⥋ Carnoux-en-Provence – Jean Bart     | Cassis – Collège des Gorguettes ⥋ Carnoux-en-Provence – Jean Bart     | Cassis – Collège des Gorguettes ⥋ Carnoux-en-Provence – Jean Bart     | Cassis – Collège des Gorguettes ⥋ Carnoux-en-Provence – Jean Bart     | Cassis – Collège des Gorguettes ⥋ Carnoux-en-Provence – Jean Bart     | Cassis – Collège des Gorguettes ⥋ Carnoux-en-Provence – Jean Bart     | Cassis – Collège des Gorguettes ⥋ Carnoux-en-Provence – Jean Bart     |
| 3874  | Ouverture / Fermeture 1er septembre 2025 / — | Longueur —                                                            | Durée 10 min                                                          | Nb. d’arrêts 5                                                        | Matériel -                                                            | Jours de fonctionnement L, Ma, J, V                                   | Jour / Soir / Nuit / Fêtes O / N / N / N                              | Voy. / an —                                                           | Exploitant -                                                          |
| 3874  | Desserte : - Communes et lieux desservis : Cassis, Carnoux-en-Provence - Gares desservies : Aucune |                                                                       |                                                                       |                                                                       |                                                                       |                                                                       |                                                                       |                                                                       |                                                                       |
| 3874  | Autre : - Amplitude horaire et fréquence : - Période scolaire : La ligne fonctionne les Lundis, Mardis, Jeudis et Vendredis de 16h35 à 16h45, à raison d'un aller unique par jour. |                                                                       |                                                                       |                                                                       |                                                                       |                                                                       |                                                                       |                                                                       |                                                                       |
| 3874  | Dernière actualisation : 14 août 2025 |                                                                       |                                                                       |                                                                       |                                                                       |                                                                       |                                                                       |                                                                       |                                                                       |
| 3875  | Cassis – Collège des Gorguettes ⥋ Carnoux-en-Provence – Petit Thouars | Cassis – Collège des Gorguettes ⥋ Carnoux-en-Provence – Petit Thouars | Cassis – Collège des Gorguettes ⥋ Carnoux-en-Provence – Petit Thouars | Cassis – Collège des Gorguettes ⥋ Carnoux-en-Provence – Petit Thouars | Cassis – Collège des Gorguettes ⥋ Carnoux-en-Provence – Petit Thouars | Cassis – Collège des Gorguettes ⥋ Carnoux-en-Provence – Petit Thouars | Cassis – Collège des Gorguettes ⥋ Carnoux-en-Provence – Petit Thouars | Cassis – Collège des Gorguettes ⥋ Carnoux-en-Provence – Petit Thouars | Cassis – Collège des Gorguettes ⥋ Carnoux-en-Provence – Petit Thouars |
| 3875  | Ouverture / Fermeture 1er septembre 2025 / — | Longueur —                                                            | Durée 15 min                                                          | Nb. d’arrêts 11                                                       | Matériel -                                                            | Jours de fonctionnement L, Ma, J, V                                   | Jour / Soir / Nuit / Fêtes O / N / N / N                              | Voy. / an —                                                           | Exploitant -                                                          |
| 3875  | Desserte : - Communes et lieux desservis : Cassis, Carnoux-en-Provence - Gares desservies : Aucune |                                                                       |                                                                       |                                                                       |                                                                       |                                                                       |                                                                       |                                                                       |                                                                       |
| 3875  | Autre : - Amplitude horaire et fréquence : - Période scolaire : La ligne fonctionne les Lundis, Mardis, Jeudis et Vendredis de 16h35 à 16h50, à raison d'un aller unique par jour. |                                                                       |                                                                       |                                                                       |                                                                       |                                                                       |                                                                       |                                                                       |                                                                       |
| 3875  | Dernière actualisation : 14 août 2025 |                                                                       |                                                                       |                                                                       |                                                                       |                                                                       |                                                                       |                                                                       |                                                                       |

##### Lignes de 3891 à 3899
| Ligne | Caractéristiques | Caractéristiques                                                                                         | Caractéristiques                                                                                         | Caractéristiques                                                                                         | Caractéristiques                                                                                         | Caractéristiques                                                                                         | Caractéristiques                                                                                         | Caractéristiques                                                                                         | Caractéristiques                                                                                         |
| 3891  | Cassis – Terres Marines (Départ le matin) / Viguerie (Arrivée) ⥋ Cassis – Collège des Gorguettes | Cassis – Terres Marines (Départ le matin) / Viguerie (Arrivée) ⥋ Cassis – Collège des Gorguettes         | Cassis – Terres Marines (Départ le matin) / Viguerie (Arrivée) ⥋ Cassis – Collège des Gorguettes         | Cassis – Terres Marines (Départ le matin) / Viguerie (Arrivée) ⥋ Cassis – Collège des Gorguettes         | Cassis – Terres Marines (Départ le matin) / Viguerie (Arrivée) ⥋ Cassis – Collège des Gorguettes         | Cassis – Terres Marines (Départ le matin) / Viguerie (Arrivée) ⥋ Cassis – Collège des Gorguettes         | Cassis – Terres Marines (Départ le matin) / Viguerie (Arrivée) ⥋ Cassis – Collège des Gorguettes         | Cassis – Terres Marines (Départ le matin) / Viguerie (Arrivée) ⥋ Cassis – Collège des Gorguettes         | Cassis – Terres Marines (Départ le matin) / Viguerie (Arrivée) ⥋ Cassis – Collège des Gorguettes         |
| ----- | --- | --- | --- | --- | --- | --- | --- | --- | --- |
| 3891  | Ouverture / Fermeture 1er septembre 2025 / — | Longueur —                                                                                               | Durée 15-20 min                                                                                          | Nb. d’arrêts 11                                                                                          | Matériel -                                                                                               | Jours de fonctionnement L, Ma, Me, J, V                                                                  | Jour / Soir / Nuit / Fêtes O / N / N / N                                                                 | Voy. / an —                                                                                              | Exploitant -                                                                                             |
| 3891  | Desserte : - Communes et lieux desservis : Cassis - Gares desservies : Aucune | | | | | | | | |
| 3891  | Autre : - Amplitude horaire et fréquence : - Période scolaire : La ligne fonctionne du Lundi au Vendredi de 7h25 à 16h50, à raison d'un aller-retour par jour. - Particularités : - Le Mercredi, la ligne effectue son départ à 12h05 depuis le Collège des Gorguettes. - Les Lundis, Merdis, Jeudis et Vendredis, la ligne effectue son départ à 16h35 depuis le Collège des Gorguettes. | | | | | | | | |
| 3891  | Dernière actualisation : 14 août 2025 | | | | | | | | |
| 3892  | Cassis – Chemin de la Douane (Départ le matin) / Bourdes (Arrivée) ⥋ Cassis – Collège des Gorguettes | Cassis – Chemin de la Douane (Départ le matin) / Bourdes (Arrivée) ⥋ Cassis – Collège des Gorguettes     | Cassis – Chemin de la Douane (Départ le matin) / Bourdes (Arrivée) ⥋ Cassis – Collège des Gorguettes     | Cassis – Chemin de la Douane (Départ le matin) / Bourdes (Arrivée) ⥋ Cassis – Collège des Gorguettes     | Cassis – Chemin de la Douane (Départ le matin) / Bourdes (Arrivée) ⥋ Cassis – Collège des Gorguettes     | Cassis – Chemin de la Douane (Départ le matin) / Bourdes (Arrivée) ⥋ Cassis – Collège des Gorguettes     | Cassis – Chemin de la Douane (Départ le matin) / Bourdes (Arrivée) ⥋ Cassis – Collège des Gorguettes     | Cassis – Chemin de la Douane (Départ le matin) / Bourdes (Arrivée) ⥋ Cassis – Collège des Gorguettes     | Cassis – Chemin de la Douane (Départ le matin) / Bourdes (Arrivée) ⥋ Cassis – Collège des Gorguettes     |
| 3892  | Ouverture / Fermeture 1er septembre 2025 / — | Longueur —                                                                                               | Durée 30 min                                                                                             | Nb. d’arrêts 10                                                                                          | Matériel -                                                                                               | Jours de fonctionnement L, Ma, Me, J, V                                                                  | Jour / Soir / Nuit / Fêtes O / N / N / N                                                                 | Voy. / an —                                                                                              | Exploitant -                                                                                             |
| 3892  | Desserte : - Communes et lieux desservis : Cassis - Gares desservies : Cassis | | | | | | | | |
| 3892  | Autre : - Amplitude horaire et fréquence : - Période scolaire : La ligne fonctionne du Lundi au Vendredi de 7h20 à 17h00, à raison d'un aller-retour par jour. - Particularités : - Le Mercredi, la ligne effectue son départ à 12h05 depuis le Collège des Gorguettes. - Les Lundis, Merdis, Jeudis et Vendredis, la ligne effectue son départ à 16h35 depuis le Collège des Gorguettes. | | | | | | | | |
| 3892  | Dernière actualisation : 14 août 2025 | | | | | | | | |
| 3893  | Cassis – Stade du Pignier (Départ le matin) / Grand Large (Arrivée) ⥋ Cassis – Collège des Gorguettes | Cassis – Stade du Pignier (Départ le matin) / Grand Large (Arrivée) ⥋ Cassis – Collège des Gorguettes    | Cassis – Stade du Pignier (Départ le matin) / Grand Large (Arrivée) ⥋ Cassis – Collège des Gorguettes    | Cassis – Stade du Pignier (Départ le matin) / Grand Large (Arrivée) ⥋ Cassis – Collège des Gorguettes    | Cassis – Stade du Pignier (Départ le matin) / Grand Large (Arrivée) ⥋ Cassis – Collège des Gorguettes    | Cassis – Stade du Pignier (Départ le matin) / Grand Large (Arrivée) ⥋ Cassis – Collège des Gorguettes    | Cassis – Stade du Pignier (Départ le matin) / Grand Large (Arrivée) ⥋ Cassis – Collège des Gorguettes    | Cassis – Stade du Pignier (Départ le matin) / Grand Large (Arrivée) ⥋ Cassis – Collège des Gorguettes    | Cassis – Stade du Pignier (Départ le matin) / Grand Large (Arrivée) ⥋ Cassis – Collège des Gorguettes    |
| 3893  | Ouverture / Fermeture 1er septembre 2025 / — | Longueur —                                                                                               | Durée 10-15 min                                                                                          | Nb. d’arrêts 8                                                                                           | Matériel -                                                                                               | Jours de fonctionnement L, Ma, Me, J, V                                                                  | Jour / Soir / Nuit / Fêtes O / N / N / N                                                                 | Voy. / an —                                                                                              | Exploitant -                                                                                             |
| 3893  | Desserte : - Communes et lieux desservis : Cassis - Gares desservies : Aucune | | | | | | | | |
| 3893  | Autre : - Amplitude horaire et fréquence : - Période scolaire : La ligne fonctionne du Lundi au Vendredi de 7h30 à 16h45, à raison d'un aller-retour par jour. - Particularités : - Le Mercredi, la ligne effectue son départ à 12h05 depuis le Collège des Gorguettes. - Les Lundis, Merdis, Jeudis et Vendredis, la ligne effectue son départ à 16h35 depuis le Collège des Gorguettes. | | | | | | | | |
| 3893  | Dernière actualisation : 14 août 2025 | | | | | | | | |
| 3894  | Cassis – Terres Marines (Départ le matin) / Viguerie (Arrivée) ⥋ Cassis – Collège des Gorguettes | Cassis – Terres Marines (Départ le matin) / Viguerie (Arrivée) ⥋ Cassis – Collège des Gorguettes         | Cassis – Terres Marines (Départ le matin) / Viguerie (Arrivée) ⥋ Cassis – Collège des Gorguettes         | Cassis – Terres Marines (Départ le matin) / Viguerie (Arrivée) ⥋ Cassis – Collège des Gorguettes         | Cassis – Terres Marines (Départ le matin) / Viguerie (Arrivée) ⥋ Cassis – Collège des Gorguettes         | Cassis – Terres Marines (Départ le matin) / Viguerie (Arrivée) ⥋ Cassis – Collège des Gorguettes         | Cassis – Terres Marines (Départ le matin) / Viguerie (Arrivée) ⥋ Cassis – Collège des Gorguettes         | Cassis – Terres Marines (Départ le matin) / Viguerie (Arrivée) ⥋ Cassis – Collège des Gorguettes         | Cassis – Terres Marines (Départ le matin) / Viguerie (Arrivée) ⥋ Cassis – Collège des Gorguettes         |
| 3894  | Ouverture / Fermeture 1er septembre 2025 / — | Longueur —                                                                                               | Durée 25-30 min                                                                                          | Nb. d’arrêts 13                                                                                          | Matériel -                                                                                               | Jours de fonctionnement L, Ma, Me, J, V                                                                  | Jour / Soir / Nuit / Fêtes O / N / N / N                                                                 | Voy. / an —                                                                                              | Exploitant -                                                                                             |
| 3894  | Desserte : - Communes et lieux desservis : Cassis - Gares desservies : Aucune | | | | | | | | |
| 3894  | Autre : - Amplitude horaire et fréquence : - Période scolaire : La ligne fonctionne du Lundi au Vendredi de 8h15 à 15h50, à raison d'un aller-retour par jour. - Particularités : - Le Mercredi, la ligne effectue son départ à 11h05 depuis le Collège des Gorguettes. - Les Lundis, Merdis, Jeudis et Vendredis, la ligne effectue son départ à 15h25 depuis le Collège des Gorguettes. | | | | | | | | |
| 3894  | Dernière actualisation : 14 août 2025 | | | | | | | | |
| 3895  | Cassis – Chemin de la Douane (Départ le matin) / Grand Large (Arrivée) ⥋ Cassis – Collège des Gorguettes | Cassis – Chemin de la Douane (Départ le matin) / Grand Large (Arrivée) ⥋ Cassis – Collège des Gorguettes | Cassis – Chemin de la Douane (Départ le matin) / Grand Large (Arrivée) ⥋ Cassis – Collège des Gorguettes | Cassis – Chemin de la Douane (Départ le matin) / Grand Large (Arrivée) ⥋ Cassis – Collège des Gorguettes | Cassis – Chemin de la Douane (Départ le matin) / Grand Large (Arrivée) ⥋ Cassis – Collège des Gorguettes | Cassis – Chemin de la Douane (Départ le matin) / Grand Large (Arrivée) ⥋ Cassis – Collège des Gorguettes | Cassis – Chemin de la Douane (Départ le matin) / Grand Large (Arrivée) ⥋ Cassis – Collège des Gorguettes | Cassis – Chemin de la Douane (Départ le matin) / Grand Large (Arrivée) ⥋ Cassis – Collège des Gorguettes | Cassis – Chemin de la Douane (Départ le matin) / Grand Large (Arrivée) ⥋ Cassis – Collège des Gorguettes |
| 3895  | Ouverture / Fermeture 1er septembre 2025 / — | Longueur —                                                                                               | Durée 30 min                                                                                             | Nb. d’arrêts 13                                                                                          | Matériel -                                                                                               | Jours de fonctionnement L, Ma, Me, J, V                                                                  | Jour / Soir / Nuit / Fêtes O / N / N / N                                                                 | Voy. / an —                                                                                              | Exploitant -                                                                                             |
| 3895  | Desserte : - Communes et lieux desservis : Cassis - Gares desservies : Cassis | | | | | | | | |
| 3895  | Autre : - Amplitude horaire et fréquence : - Période scolaire : La ligne fonctionne du Lundi au Vendredi de 8h15 à 15h55, à raison d'un aller-retour par jour. - Particularités : - Le Mercredi, la ligne effectue son départ à 11h05 depuis le Collège des Gorguettes. - Les Lundis, Merdis, Jeudis et Vendredis, la ligne effectue son départ à 15h25 depuis le Collège des Gorguettes. | | | | | | | | |
| 3895  | Dernière actualisation : 14 août 2025 | | | | | | | | |

#### Desserte des écoles maternelles et primaires

##### Ligne 3960
| Ligne | Caractéristiques | Caractéristiques | Caractéristiques | Caractéristiques | Caractéristiques | Caractéristiques | Caractéristiques | Caractéristiques | Caractéristiques |
| 3960  | Roquefort-la-Bédoule – Les Fourniers (Départ le matin) / Cimetière (Arrivée) ⥋ Roquefort-la-Bédoule – École Primaire Paul Eluard                                                  | Roquefort-la-Bédoule – Les Fourniers (Départ le matin) / Cimetière (Arrivée) ⥋ Roquefort-la-Bédoule – École Primaire Paul Eluard | Roquefort-la-Bédoule – Les Fourniers (Départ le matin) / Cimetière (Arrivée) ⥋ Roquefort-la-Bédoule – École Primaire Paul Eluard | Roquefort-la-Bédoule – Les Fourniers (Départ le matin) / Cimetière (Arrivée) ⥋ Roquefort-la-Bédoule – École Primaire Paul Eluard | Roquefort-la-Bédoule – Les Fourniers (Départ le matin) / Cimetière (Arrivée) ⥋ Roquefort-la-Bédoule – École Primaire Paul Eluard | Roquefort-la-Bédoule – Les Fourniers (Départ le matin) / Cimetière (Arrivée) ⥋ Roquefort-la-Bédoule – École Primaire Paul Eluard | Roquefort-la-Bédoule – Les Fourniers (Départ le matin) / Cimetière (Arrivée) ⥋ Roquefort-la-Bédoule – École Primaire Paul Eluard | Roquefort-la-Bédoule – Les Fourniers (Départ le matin) / Cimetière (Arrivée) ⥋ Roquefort-la-Bédoule – École Primaire Paul Eluard | Roquefort-la-Bédoule – Les Fourniers (Départ le matin) / Cimetière (Arrivée) ⥋ Roquefort-la-Bédoule – École Primaire Paul Eluard |
| ----- | --- | --- | --- | --- | --- | --- | --- | --- | --- |
| 3960  | Ouverture / Fermeture 1er septembre 2025 / — | Longueur — | Durée 20-30 min | Nb. d’arrêts 13 | Matériel - | Jours de fonctionnement L, Ma, J, V                                                                                              | Jour / Soir / Nuit / Fêtes O / N / N / N                                                                                         | Voy. / an — | Exploitant - |
| 3960  | Desserte : - Communes et lieux desservis : Roquefort-la-Bédoule - Gares desservies : Aucune                                                                                       | | | | | | | | |
| 3960  | Autre : - Amplitude horaire et fréquence : - Période scolaire : La ligne fonctionne les Lundis, Mardis, Jeudis et Vendredis de 7h50 à 17h05, à raison d'un aller-retour par jour. | | | | | | | | |
| 3960  | Dernière actualisation : 14 août 2025 | | | | | | | | |

##### Lignes de 3971 à 3979
| Ligne | Caractéristiques | Caractéristiques | Caractéristiques | Caractéristiques | Caractéristiques | Caractéristiques | Caractéristiques | Caractéristiques | Caractéristiques |
| 3971  | Carnoux-en-Provence – Mont Fleuri (Départ le matin) / Camp de Carpiagne (Arrivée) ⥋ Carnoux-en-Provence – École Frédéric Mistral                                                  | Carnoux-en-Provence – Mont Fleuri (Départ le matin) / Camp de Carpiagne (Arrivée) ⥋ Carnoux-en-Provence – École Frédéric Mistral | Carnoux-en-Provence – Mont Fleuri (Départ le matin) / Camp de Carpiagne (Arrivée) ⥋ Carnoux-en-Provence – École Frédéric Mistral | Carnoux-en-Provence – Mont Fleuri (Départ le matin) / Camp de Carpiagne (Arrivée) ⥋ Carnoux-en-Provence – École Frédéric Mistral | Carnoux-en-Provence – Mont Fleuri (Départ le matin) / Camp de Carpiagne (Arrivée) ⥋ Carnoux-en-Provence – École Frédéric Mistral | Carnoux-en-Provence – Mont Fleuri (Départ le matin) / Camp de Carpiagne (Arrivée) ⥋ Carnoux-en-Provence – École Frédéric Mistral | Carnoux-en-Provence – Mont Fleuri (Départ le matin) / Camp de Carpiagne (Arrivée) ⥋ Carnoux-en-Provence – École Frédéric Mistral | Carnoux-en-Provence – Mont Fleuri (Départ le matin) / Camp de Carpiagne (Arrivée) ⥋ Carnoux-en-Provence – École Frédéric Mistral | Carnoux-en-Provence – Mont Fleuri (Départ le matin) / Camp de Carpiagne (Arrivée) ⥋ Carnoux-en-Provence – École Frédéric Mistral |
| ----- | --- | --- | --- | --- | --- | --- | --- | --- | --- |
| 3971  | Ouverture / Fermeture 1er septembre 2025 / — | Longueur — | Durée 30-40 min | Nb. d’arrêts 17 | Matériel - | Jours de fonctionnement L, Ma, J, V                                                                                              | Jour / Soir / Nuit / Fêtes O / N / N / N                                                                                         | Voy. / an — | Exploitant - |
| 3971  | Desserte : - Communes et lieux desservis : Carnoux-en-Provence - Gares desservies : Aucune                                                                                        | | | | | | | | |
| 3971  | Autre : - Amplitude horaire et fréquence : - Période scolaire : La ligne fonctionne les Lundis, Mardis, Jeudis et Vendredis de 7h45 à 17h10, à raison d'un aller-retour par jour. | | | | | | | | |
| 3971  | Dernière actualisation : 14 août 2025 | | | | | | | | |
| 3972  | Carnoux-en-Provence – Mont Fleuri (Départ le matin) / Ampère (Arrivée) ⥋ Carnoux-en-Provence – École Frédéric Mistral                                                             | Carnoux-en-Provence – Mont Fleuri (Départ le matin) / Ampère (Arrivée) ⥋ Carnoux-en-Provence – École Frédéric Mistral            | Carnoux-en-Provence – Mont Fleuri (Départ le matin) / Ampère (Arrivée) ⥋ Carnoux-en-Provence – École Frédéric Mistral            | Carnoux-en-Provence – Mont Fleuri (Départ le matin) / Ampère (Arrivée) ⥋ Carnoux-en-Provence – École Frédéric Mistral            | Carnoux-en-Provence – Mont Fleuri (Départ le matin) / Ampère (Arrivée) ⥋ Carnoux-en-Provence – École Frédéric Mistral            | Carnoux-en-Provence – Mont Fleuri (Départ le matin) / Ampère (Arrivée) ⥋ Carnoux-en-Provence – École Frédéric Mistral            | Carnoux-en-Provence – Mont Fleuri (Départ le matin) / Ampère (Arrivée) ⥋ Carnoux-en-Provence – École Frédéric Mistral            | Carnoux-en-Provence – Mont Fleuri (Départ le matin) / Ampère (Arrivée) ⥋ Carnoux-en-Provence – École Frédéric Mistral            | Carnoux-en-Provence – Mont Fleuri (Départ le matin) / Ampère (Arrivée) ⥋ Carnoux-en-Provence – École Frédéric Mistral            |
| 3972  | Ouverture / Fermeture 1er septembre 2025 / — | Longueur — | Durée 15-20 min | Nb. d’arrêts 15 | Matériel - | Jours de fonctionnement L, Ma, J, V                                                                                              | Jour / Soir / Nuit / Fêtes O / N / N / N                                                                                         | Voy. / an — | Exploitant - |
| 3972  | Desserte : - Communes et lieux desservis : Carnoux-en-Provence - Gares desservies : Aucune                                                                                        | | | | | | | | |
| 3972  | Autre : - Amplitude horaire et fréquence : - Période scolaire : La ligne fonctionne les Lundis, Mardis, Jeudis et Vendredis de 8h00 à 17h10, à raison d'un aller-retour par jour. | | | | | | | | |
| 3972  | Dernière actualisation : 14 août 2025 | | | | | | | | |

##### Lignes de 3991 à 3999
| Ligne | Caractéristiques | Caractéristiques                                                                                     | Caractéristiques                                                                                     | Caractéristiques                                                                                     | Caractéristiques                                                                                     | Caractéristiques                                                                                     | Caractéristiques                                                                                     | Caractéristiques                                                                                     | Caractéristiques                                                                                     |
| 3991  | Cassis – Le Mussuguet ⥋ Cassis – École Leriche Mistral | Cassis – Le Mussuguet ⥋ Cassis – École Leriche Mistral                                               | Cassis – Le Mussuguet ⥋ Cassis – École Leriche Mistral                                               | Cassis – Le Mussuguet ⥋ Cassis – École Leriche Mistral                                               | Cassis – Le Mussuguet ⥋ Cassis – École Leriche Mistral                                               | Cassis – Le Mussuguet ⥋ Cassis – École Leriche Mistral                                               | Cassis – Le Mussuguet ⥋ Cassis – École Leriche Mistral                                               | Cassis – Le Mussuguet ⥋ Cassis – École Leriche Mistral                                               | Cassis – Le Mussuguet ⥋ Cassis – École Leriche Mistral                                               |
| ----- | --- | --- | --- | --- | --- | --- | --- | --- | --- |
| 3991  | Ouverture / Fermeture 1er septembre 2025 / — | Longueur —                                                                                           | Durée 20-25 min                                                                                      | Nb. d’arrêts 9                                                                                       | Matériel -                                                                                           | Jours de fonctionnement L, Ma, J, V                                                                  | Jour / Soir / Nuit / Fêtes O / N / N / N                                                             | Voy. / an —                                                                                          | Exploitant -                                                                                         |
| 3991  | Desserte : - Communes et lieux desservis : Cassis - Gares desservies : Cassis | | | | | | | | |
| 3991  | Autre : - Amplitude horaire et fréquence : - Période scolaire : La ligne fonctionne les Lundis, Mardis, Jeudis et Vendredis de 7h50 à 17h15, à raison d'un aller-retour par jour. | | | | | | | | |
| 3991  | Dernière actualisation : 14 août 2025 | | | | | | | | |
| 3992  | Cassis – Les Hauts Cépages (Départ le matin) / Presqu'île (Arrivée) ⥋ Cassis – École Leriche Mistral                                                                              | Cassis – Les Hauts Cépages (Départ le matin) / Presqu'île (Arrivée) ⥋ Cassis – École Leriche Mistral | Cassis – Les Hauts Cépages (Départ le matin) / Presqu'île (Arrivée) ⥋ Cassis – École Leriche Mistral | Cassis – Les Hauts Cépages (Départ le matin) / Presqu'île (Arrivée) ⥋ Cassis – École Leriche Mistral | Cassis – Les Hauts Cépages (Départ le matin) / Presqu'île (Arrivée) ⥋ Cassis – École Leriche Mistral | Cassis – Les Hauts Cépages (Départ le matin) / Presqu'île (Arrivée) ⥋ Cassis – École Leriche Mistral | Cassis – Les Hauts Cépages (Départ le matin) / Presqu'île (Arrivée) ⥋ Cassis – École Leriche Mistral | Cassis – Les Hauts Cépages (Départ le matin) / Presqu'île (Arrivée) ⥋ Cassis – École Leriche Mistral | Cassis – Les Hauts Cépages (Départ le matin) / Presqu'île (Arrivée) ⥋ Cassis – École Leriche Mistral |
| 3992  | Ouverture / Fermeture 1er septembre 2025 / — | Longueur —                                                                                           | Durée 15 min                                                                                         | Nb. d’arrêts 10                                                                                      | Matériel -                                                                                           | Jours de fonctionnement L, Ma, J, V                                                                  | Jour / Soir / Nuit / Fêtes O / N / N / N                                                             | Voy. / an —                                                                                          | Exploitant -                                                                                         |
| 3992  | Desserte : - Communes et lieux desservis : Cassis - Gares desservies : Aucune | | | | | | | | |
| 3992  | Autre : - Amplitude horaire et fréquence : - Période scolaire : La ligne fonctionne les Lundis, Mardis, Jeudis et Vendredis de 8h05 à 17h10, à raison d'un aller-retour par jour. | | | | | | | | |
| 3992  | Dernière actualisation : 14 août 2025 | | | | | | | | |
| 3993  | Cassis – Chemin de la Douane (Départ le matin) / Bourdes (Arrivée) ⥋ Cassis – École Leriche Mistral                                                                               | Cassis – Chemin de la Douane (Départ le matin) / Bourdes (Arrivée) ⥋ Cassis – École Leriche Mistral  | Cassis – Chemin de la Douane (Départ le matin) / Bourdes (Arrivée) ⥋ Cassis – École Leriche Mistral  | Cassis – Chemin de la Douane (Départ le matin) / Bourdes (Arrivée) ⥋ Cassis – École Leriche Mistral  | Cassis – Chemin de la Douane (Départ le matin) / Bourdes (Arrivée) ⥋ Cassis – École Leriche Mistral  | Cassis – Chemin de la Douane (Départ le matin) / Bourdes (Arrivée) ⥋ Cassis – École Leriche Mistral  | Cassis – Chemin de la Douane (Départ le matin) / Bourdes (Arrivée) ⥋ Cassis – École Leriche Mistral  | Cassis – Chemin de la Douane (Départ le matin) / Bourdes (Arrivée) ⥋ Cassis – École Leriche Mistral  | Cassis – Chemin de la Douane (Départ le matin) / Bourdes (Arrivée) ⥋ Cassis – École Leriche Mistral  |
| 3993  | Ouverture / Fermeture 1er septembre 2025 / — | Longueur —                                                                                           | Durée 20-25 min                                                                                      | Nb. d’arrêts 8                                                                                       | Matériel -                                                                                           | Jours de fonctionnement L, Ma, J, V                                                                  | Jour / Soir / Nuit / Fêtes O / N / N / N                                                             | Voy. / an —                                                                                          | Exploitant -                                                                                         |
| 3993  | Desserte : - Communes et lieux desservis : Cassis - Gares desservies : Aucune | | | | | | | | |
| 3993  | Autre : - Amplitude horaire et fréquence : - Période scolaire : La ligne fonctionne les Lundis, Mardis, Jeudis et Vendredis de 8h05 à 17h20, à raison d'un aller-retour par jour. | | | | | | | | |
| 3993  | Dernière actualisation : 14 août 2025 | | | | | | | | |

## Parc de véhicules
En Juillet 2025, le parc de véhicules du réseau Lebus La Ciotat est composé de minibus, midibus, autobus standards et autocars.

### Minibus
| Constructeur  | Modèle                  | Nombre | Numéros de parc                                       | Période de mise en service | Affectation        | Observation                    |
| ------------- | ----------------------- | ------ | ----------------------------------------------------- | -------------------------- | ------------------ | ------------------------------ |
| Anadolu Isuzu | Novociti Volt           | 1      | 526                                                   | Mai 2025                   | 371                | Exploité par Azur Évasion      |
| Anadolu Isuzu | Turquoise               | 11     | 009, 126, 416, 462, 518, 590, 657, 738, 781, 845, 929 | Janvier 2025               | 371, 372, 373, 374 | Exploités par Azur Évasion     |
| Iveco Bus     | Daily Line              | 1      | 3103                                                  | Décembre 2017              | –                  | Exploité par RTM Est-Métropole |
| Omnicar       | Sprinter Travel 517 CDI | 2      | 618, 782                                              | Janvier 2025               | –                  | Exploités par Azur Évasion     |

### Midibus
| Constructeur | Modèle | Nombre | Numéros de parc                 | Période de mise en service         | Affectation                       | Observation                     |
| ------------ | ------ | ------ | ------------------------------- | ---------------------------------- | --------------------------------- | ------------------------------- |
| Heuliez Bus  | GX 137 | 23     | 3201-3202, 3204-3215, 3117-3125 | Entre Juillet 2014 et Juillet 2021 | 351, 352, 353, 354, 355, 356, 357 | Exploités par RTM Est-Métropole |

### Autobus standards
| Constructeur | Modèle | Nombre | Numéros de parc | Période de mise en service | Affectation | Observation                                                       |
| ------------ | ------ | ------ | --------------- | -------------------------- | ----------- | ----------------------------------------------------------------- |
| Heuliez Bus  | GX 327 | 2      | 1146-1147       | Entre Février et Mars 2009 | –           | Ex-RTM depuis le 1er juillet 2025 Exploités par RTM Est-Métropole |

### Autocars
| Constructeur  | Modèle                 | Nombre | Numéros de parc               | Période de mise en service            | Affectation | Observation                                                                    |
| ------------- | ---------------------- | ------ | ----------------------------- | ------------------------------------- | ----------- | ------------------------------------------------------------------------------ |
| Iveco Bus     | Crossway Pop           | 2      | 1290, 1489                    | Entre Décembre 2017 et Septembre 2018 | –           | Exploités par SUMA                                                             |
| MAN           | Lion's Intercity C R61 | 6      | 015, 383, 526, 534, 1735-1736 | Entre Octobre 2021 et Décembre 2022   | –           | 015, 383, 526, 534 : Exploités par Azur Évasion 1735-1736 : Exploités par SUMA |
| Mercedes-Benz | Intouro II M           | 2      | 933, 1582                     | Entre Août 2019 et Juin 2022          | –           | 933 : Exploité par Azur Évasion 1582 : Exploité par SUMA                       |

### Dépôts
- Le dépôt de RTM Est-Métropole est situé dans la principauté, au Zac Athelia V, 398 Av. du Mistral, 13600 La Ciotat.
- Le dépôt de Azur Évasion est situé à Saint-Marcel.